# Grottes et art de la période glaciaire dans le Jura souabe
Les Grottes et art de la période glaciaire dans le Jura souabe sont un ensemble de sites et d'artéfacts archéologiques inscrits au patrimoine mondial de l'humanité par l'UNESCO depuis 2017.
Cet ensemble regroupe six grottes localisées dans le massif du Jura souabe, dans le land du Bade-Wurtemberg en Allemagne méridionale. Les plus anciennes traces d'occupation sont datées sur une période s'échelonnant entre 41 000 et 31 000 ans av. J.-C. Les explorations et les fouilles réalisées dans ces cavernes montrent qu'elles ont connu une présence d'hommes de Néandertal ayant précédé celle d'hommes modernes.
Les six cavités souterraines dont certaines ont été fouillées à partir des années 1860 sont associées à de nombreux artefacts mis au jour sur les lieux. Ces artefacts, sous forme de figurines et de statuettes et confectionnées à partir de bois, d'ivoire ou encore de pierre représentent des animaux tels que des bovidés, des chevaux sauvages, des lions des cavernes, des mammouths. D'autres objets, des flûtes, des éléments de parure et des sculptures figurant des personnages mi-animaux mi-humains et une femme — la Vénus de Hohle Fels — ont été également mis au jour.
Le bien patrimonial culturel, composé des six cavernes et des pièces d'art mobilier qu'elles ont livrées est complété par un parc archéologique, l'archéoparc de Vogelherd.

## Géographie

### Situation générale et topographie
Les six grottes, dont les premières périodes d'occupation sont datées d'environ −41 000 à −31 000 ans av. J.-C., sont réparties sur 2 zones : les vallées de l'Ach et de la Lone, deux cours d'eau appartenant au bassin du Danube. Les vallées fluviales formées par ces deux rivières, affluents du Danube, traversent et irriguent un vaste plateau qui s'élève à une cote d'environ 1 000 m.

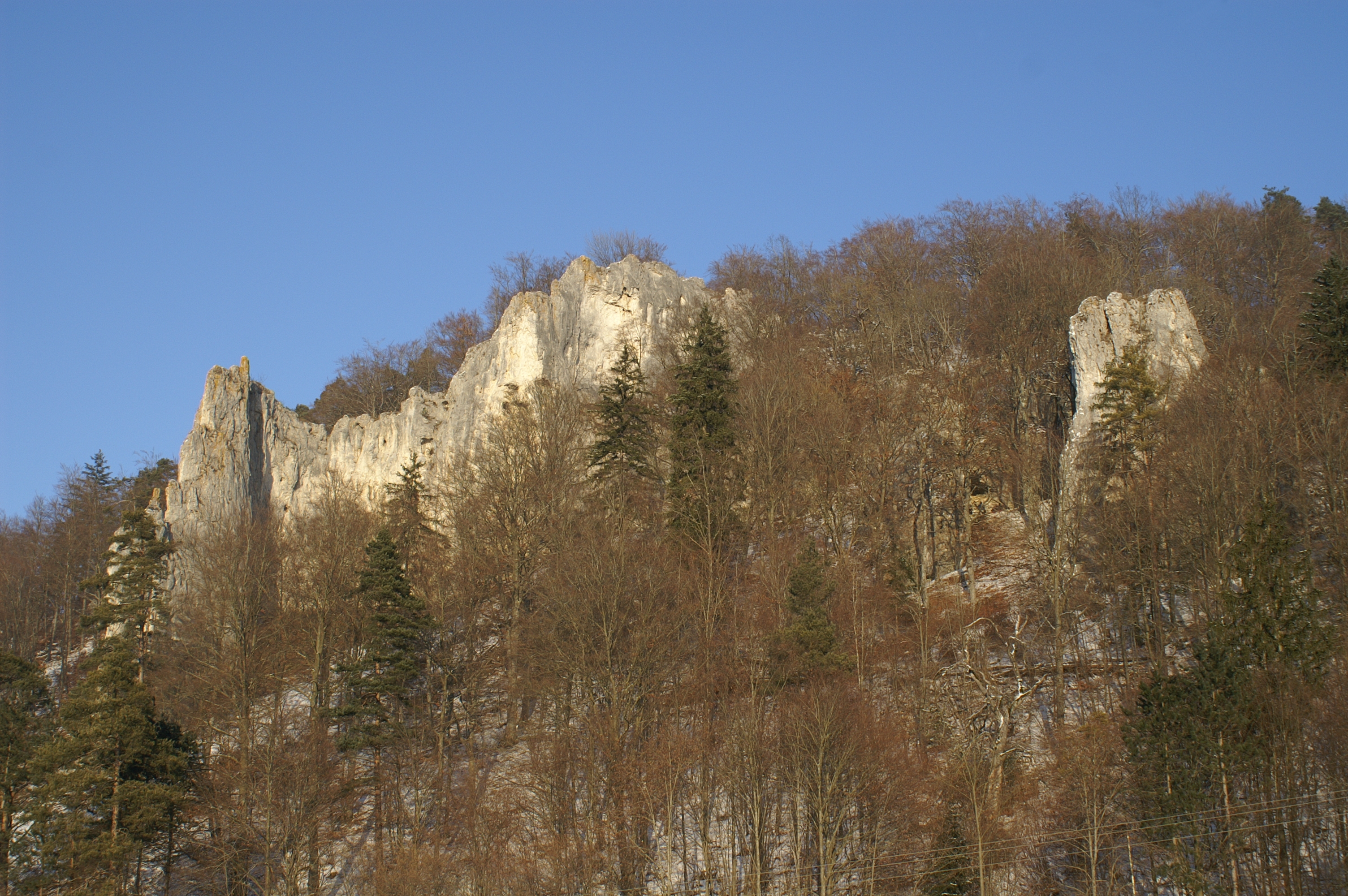
Le massif de Bruckfels (vallée de l'Aach), zone montagneuse comprenant la grotte de Geißenklösterle.

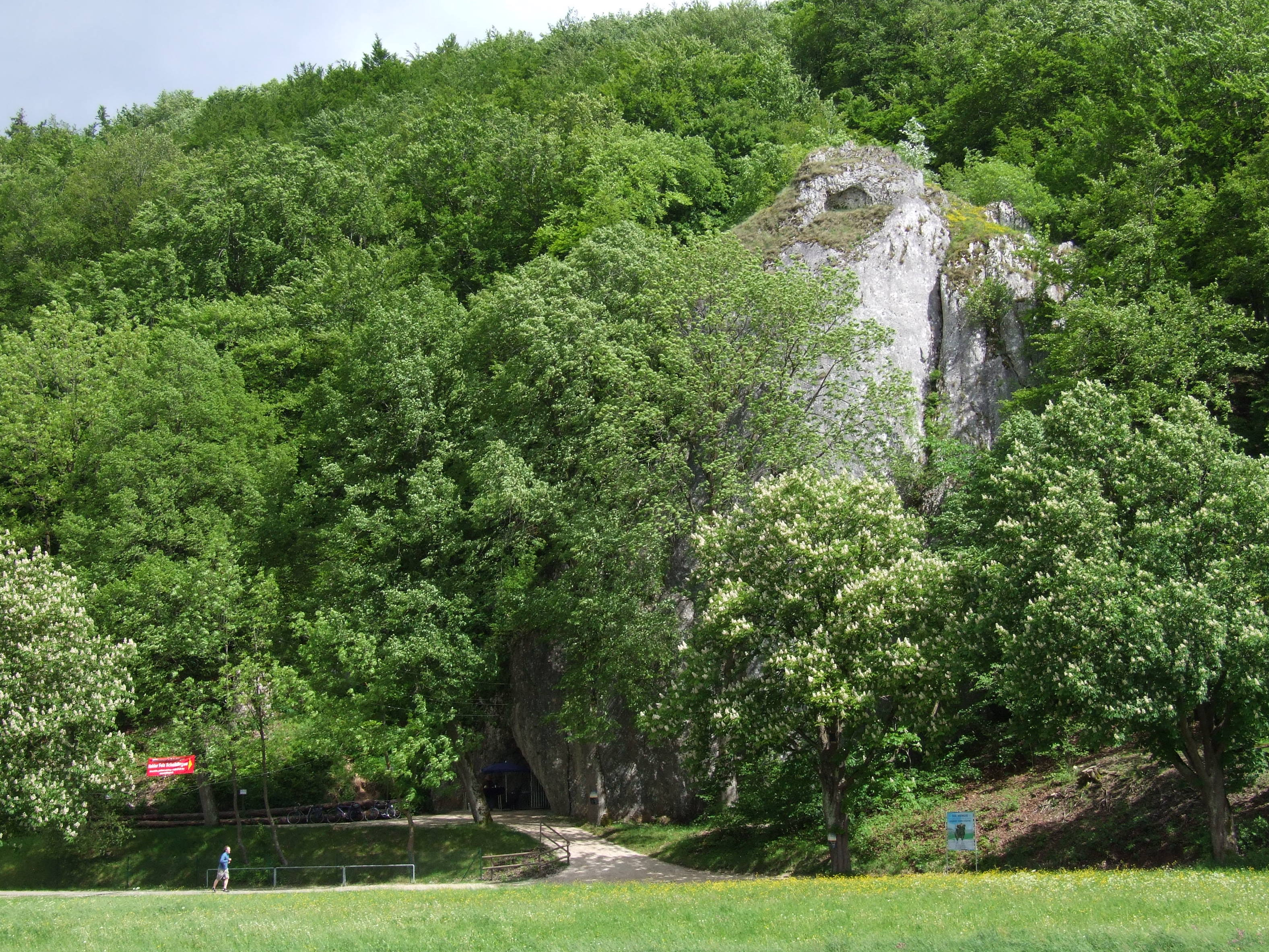
Panorama de la vallée de l'Aach (ici, encadrant la Hohle Fels.

La première zone (« élément 1 ») est située dans la vallée de l'Ach (de) — dont le territoire comporte 271,7 ha de biens pour 766,8 ha de zone tampon —, se développe sur une longueur totale d'environ 3 km. Cette première zone (« élément 1 ») est constituée du fond et des versants de la vallée de l'Ach (un affluent de la Blau,) et se trouve délimitée par le plateau contigüe à la dépression fluviale. Trois des six cavités souterraines répertoriées sont localisées dans la vallée de l'Ach : la grotte de Geißenklösterle, l'Hohle Fels et la Sirgensteinhöhle. La vallée de l'Aach trouve son emplacement entre les communes de Schelklingen et de Blaubeuren. Elle est localisée à 15 km d'Ulm en direction de l'ouest.

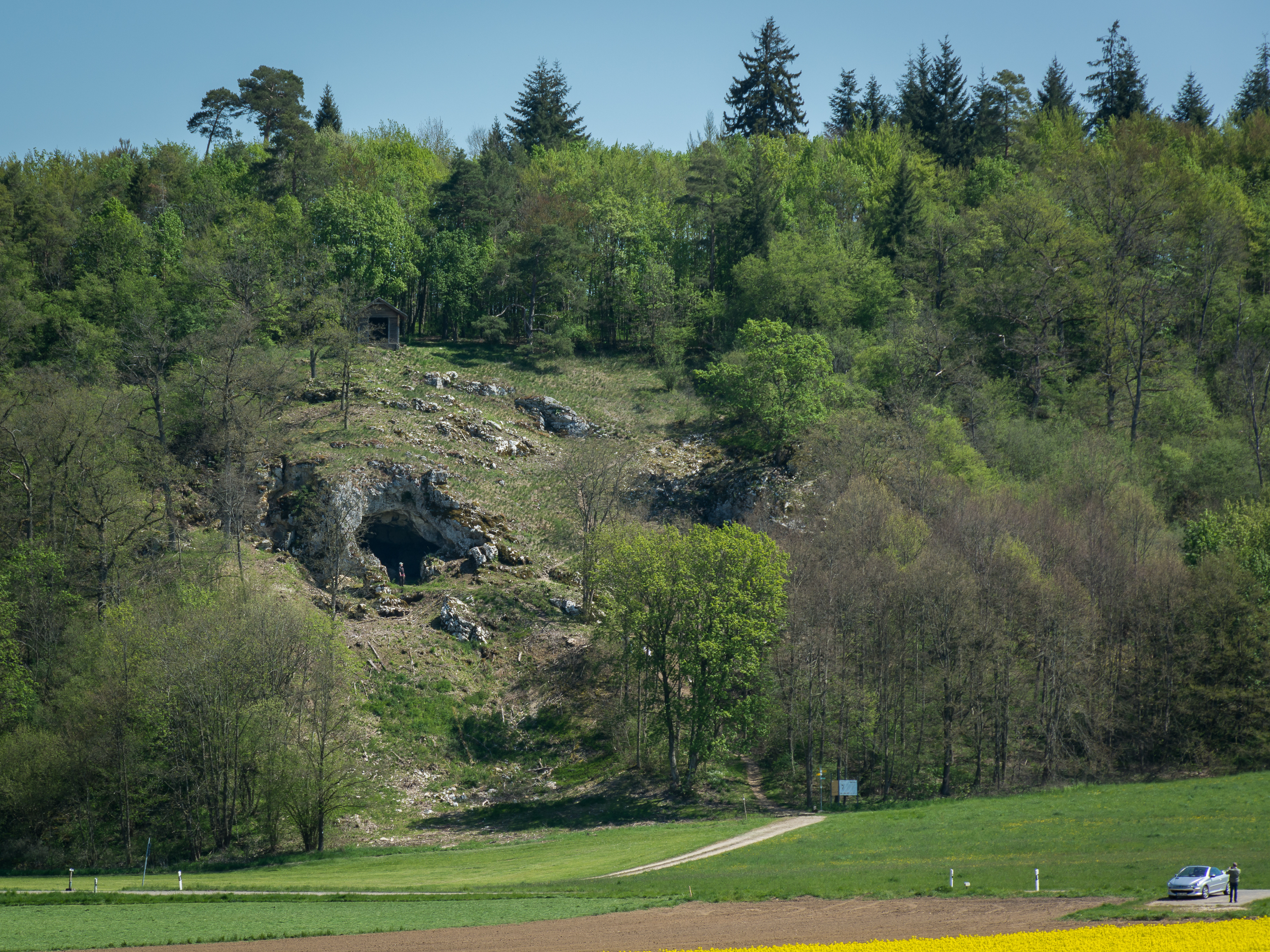
Panorama de la vallée de la Lone (ici, encadrant la grotte de Blockstein).

La deuxième zone (« élément 2 ») est localisée dans vallée de la Lone — un cours d'eau affluent du Danube. Ce second ensemble recouvre une superficie de 190,4 ha de bien patrimonial pour 391,9 ha de zone tampon. Cette zone s'étend sur 3 km et comprend une partie du fond et des versants de la vallée. Ce territoire se prolonge jusqu'à la limite du plateau avoisinant. Plus resserrée que celle de l'Aach, la majeure partie de la dépression formée par le lit de la Lone se déploie sur largeur de 200 m, la largeur de cette cuvette pouvant s'élever, en certains points, jusqu'à un maximum de 500 m. Ses versants atteignent jusqu'à 30 m de dénivelé. Les paysages qui composent la vallée de la Lone sont à caractère rural, comprenant des parcelles cultivées au niveau de son fond et des pentes recouvertes de massifs forestiers. Ce territoire est également aménagé de voies de circulation et de structures collectives. Le bien patrimonial de la Lone comporte les grottes de Bockstein, d'Hohlenstein-Stadel et de Vogelherd. Cet ensemble trouve son emplacement à environ 25 km en axe nord de la ville d'Ulm.

### Géologie

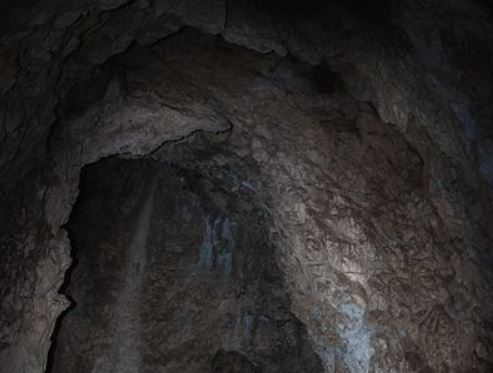
Parois de roches karstiques dans la grotte de Sirgenstein.

Les roches constituant le massif du Jura souabe ont été formées au cours du Jurassique inférieur, il y a environ 200 Ma. Entre 12 et 2,6 Ma, les roches du Jura souabe ont été soumises à d'importants phénomènes d'érosion. C'est à cette époque que les vallées de l'Aach et de la Lone, qui s'inscrivent dans le même contexte géologique, acquièrent leurs configurations définitives. Au cours du Calabrien, entre 1,8 Ma et environ 800 000 années, les eaux du bassin du Danube sont montées jusqu'à près de 80 m au-dessus de leur niveau actuel, inondant ainsi les dépressions creusées au sein du Jura souabe. Ce phénomène a induit un drainage d'alluvions qui se sont déposés sous forme de couches sédimentaires. Aux environs de 300 000 années AP, les eaux du bassin danubien ont effectué un retrait,,.
Les formations karstiques du Jura souabe marquent une continuité avec celles du Jura franconien. Dans les vallées du Jura souabe, les premiers phénomènes de karstologiques apparaissent au Paléogène, entre 66 et 23,03 Ma AP, voire au Crétacé supérieur, entre 100,5 Ma et 66,0 Ma. Avec la surrection de l'ensemble montagneux formé par les Juras souabe et franconien, mais également avec l'activité volcanique du Hegau, la karstification du massif souabe se poursuit et s'amplifie au cours du Pliocène (entre environ 5,33 Ma et 2,58 Ma AP).

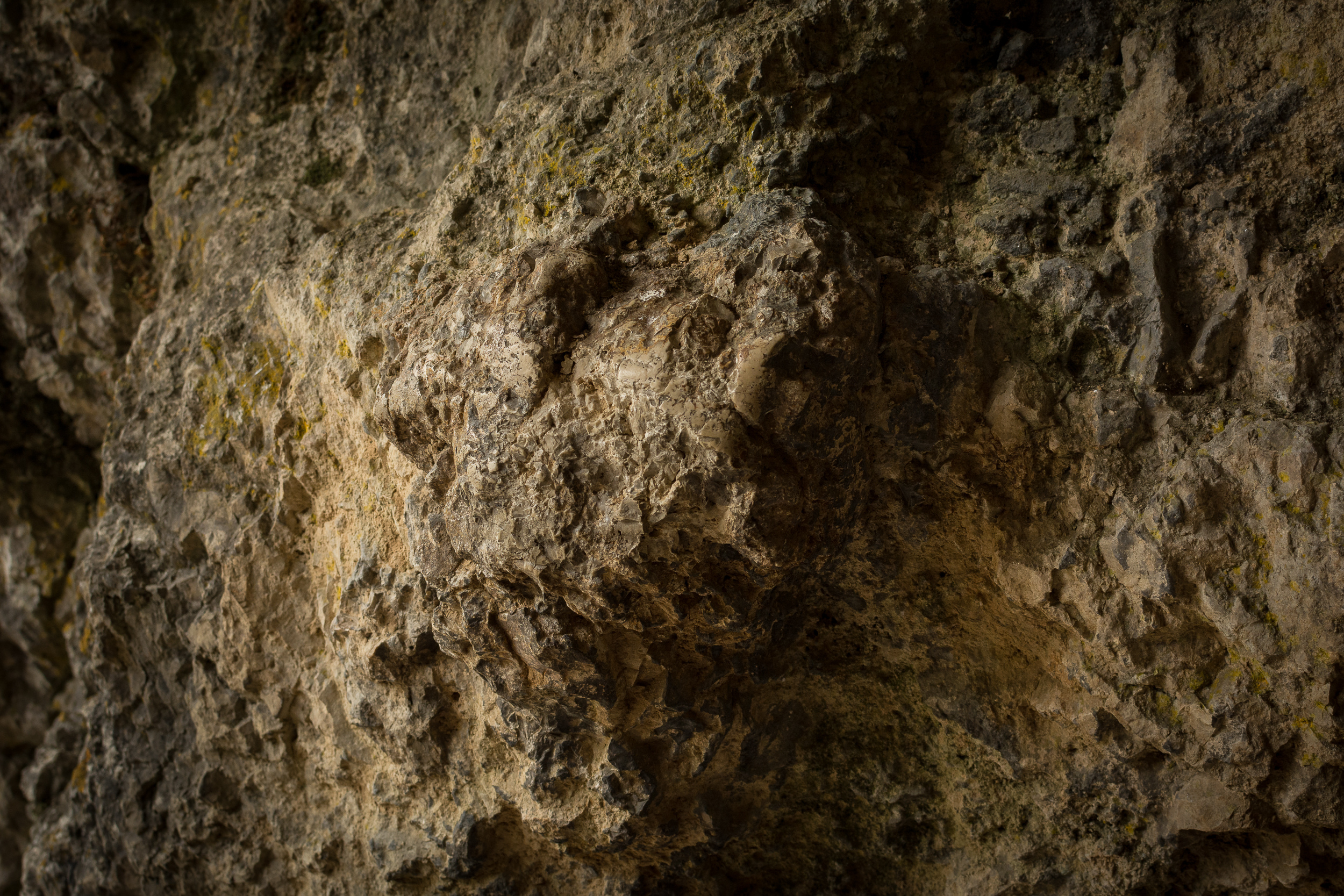
Exemple de formation karstique sur l'une des parois de la grotte de Vogelherd.

La formation des six cavités naturelles résulte d'un processus d'érosion hydrochimique de roches calcaire par infiltration d'eaux de pluies acides, creusant ainsi des galeries souterraines au sein d'un environnement géologique devenu karstique. Après l'exsurgence des eaux de ruissellement, ces réseaux souterrains se sont asséchés, devenant ainsi des cavités naturelles. Au point de jonction des cavités avec les dépressions fluviales (celles de l'Ach (de) et de la Lone), par mécanismes de taille et d'érosion de la roche, des ouvertures se sont créés, formant ainsi les entrées des grottes,,.
Au sein du Jura souabe, le processus de creusement des grottes s'est déroulé sur une longue période. Les trois dernières phases de ce processus, correspondent aux deux dernières ères glaciaires et à leur période interglaciaire. La première de ces 3 phases est survenue au cours de la glaciation de Riss (Pléistocène moyen) ; la seconde phase durant l'interglaciaire de Riss-Wurm ; et la dernière troisième phase pendant la glaciation de Würm (époque géologique du Pléistocène supérieur).
En outre, l'analyse chronostratigraphique des grottes, en particulier celle de Gleissenklörstele, fait apparaître une possible corrélation entre l'Aurignacien ancien (ou inférieur) et une période de réchauffement climatique caractérisée par la présence de dépôts de lœss aéolien.

## Historique

### Découvertes et fouilles

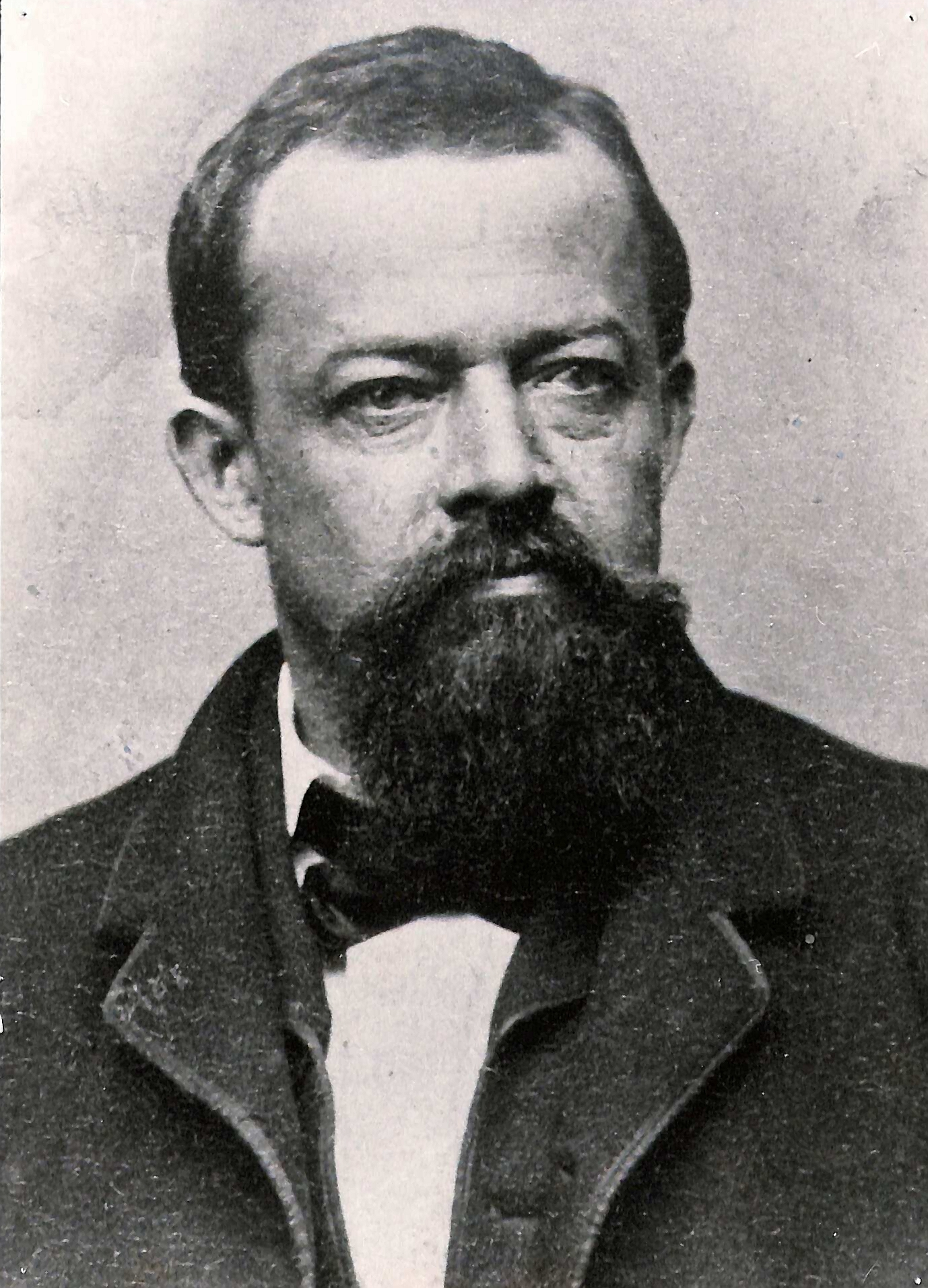
Le géologue et naturaliste Oscar Fraas.

L'ensemble des six sites préhistoriques ont fait l'objet d'une trentaine de campagnes de fouilles différentes. Les premières investigations archéologiques ont été entreprises dans la vallée de la Lone en 1861 ou 1862 par Oskar Fraas (de), sur le site de la
grotte de Hohlenstein-Stadel — mais également au sein de la Bärhenhöle — avec la mise au jour de fossiles appartenant à des spécimens d'ours des cavernes,,,. Ultérieurement, dès la seconde moitié des années 1860, les mobiliers archéologiques mis au jour dans la caverne d'Holenstein-Stadel indiquèrent aux archéologues l'existence possible d'autres d'établissements préhistoriques locaux et de nouvelles prospections furent alors menées dans la grotte d'Hohle Fels en 1871 et puis dans celle de Bockstein en 1879, et 1883-1884,,,.

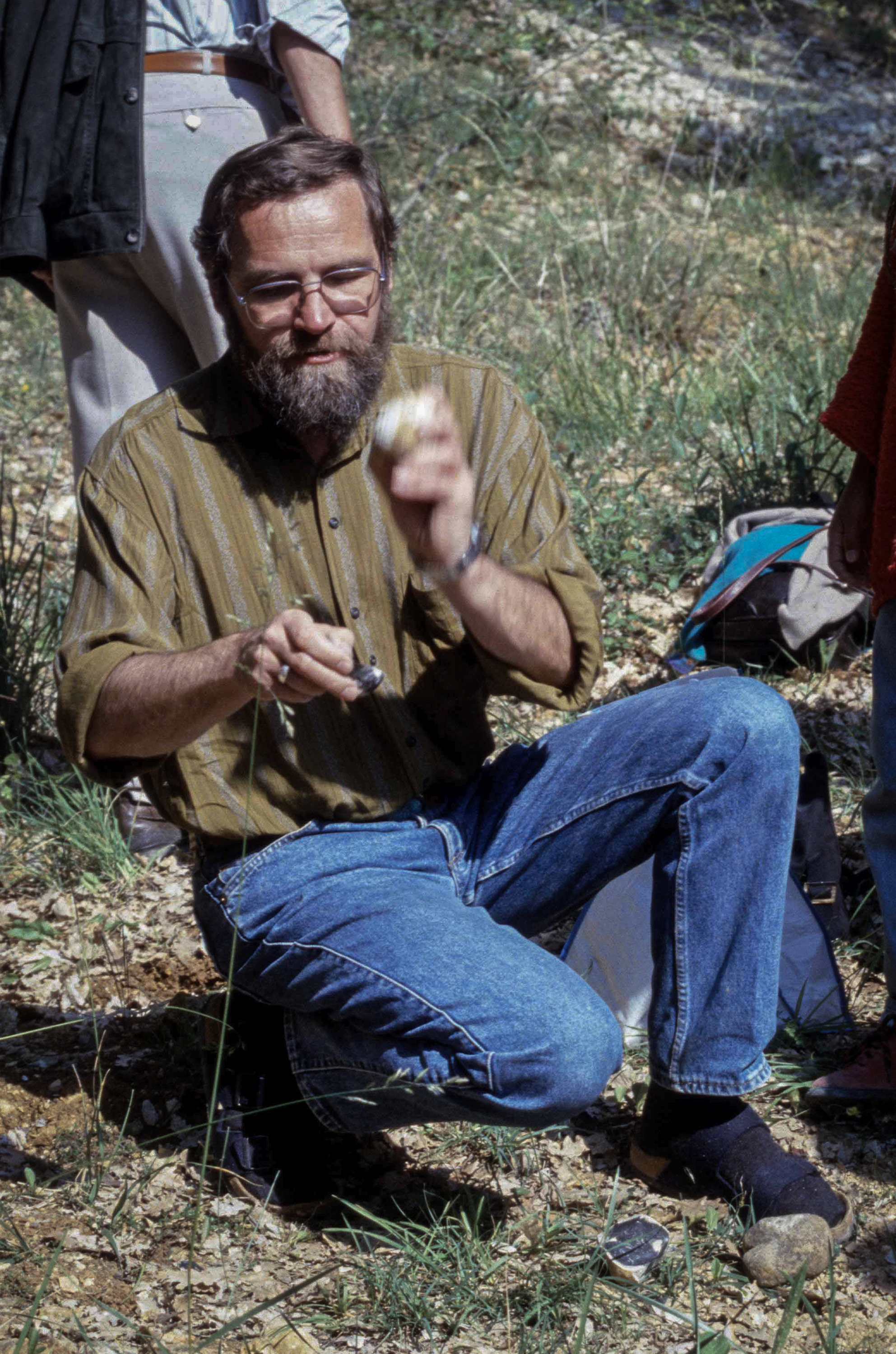
Le préhistorien Joachim Hahn.

Dès le début du XXe siècle, les cavernes de Sirgenstein — en 1906 et 1907, par l'archéologue et préhistorien Robert Rudolf Schmidt (de) —, de Vogelherd — en 1931, par Gustav Riek —, ont à leur tour fait l'objet d'excavations, de sondages et de prospections,.
Dans la première moitié des années 1930, puis en 1953 et en 1956, la grotte de Bocktein est à nouveau fouillée.
Dans les années 1950 et première moitié des années 1960, plusieurs opérations d'explorations sont conduites dans différents sites préhistoriques de la vallée de la Lone sous la direction du paléontologue Robert Wetzel,.
La grotte de Geißenklösterle, a, quant à elle, été mise au jour dans la seconde moitié des années 1950 et fouillée à partir de la première moitié des années 1970, en 1973 par Eberhard Wagner, puis par l'archéologue et paléo-préhistorien Joachim Hahn entre 1974 et 1991,,,.
Dans les années 2000 et 2010, les grottes de Vogelherd et de Geißenklösterle font l'objet de campagnes de fouilles. Ces travaux sont menés sous la direction de l'archéologue Nicholas J. Conard,,. Actuellement, seule la caverne de Geißenklösterle est soumise à un plan d'investigations.

### Inscription au patrimoine mondial de l'Unesco
Le projet d'inscription des six cavernes sur la liste du patrimoine mondial de l'Unesco est initié en 2009. Le programme d'études et de qualification des sites paléolithiques commence à partir de 2012. Plusieurs ministères allemands donnent alors un avis favorable et appuient ce projet. À cette époque, pour mener à bien le dossier d'inscription, l'université de Tübignen ainsi que par le service de protection du patrimoine historique collaborent au programme d'étude des sites et les deux institutions agissent en partenariat avec le gouvernement du Land du Bade-Wurtemberg. En 2014, les deux éléments constituant le bien culturel, la vallée de l'Aach et la vallée de la Lone, sont définis,. Le dossier d'inscription prend alors l'intitulé Grottes et l’art de la période glaciaire dans le Jura souabe.
À l'été 2016, entre le 30 août et le 2 septembre, des délégués du Conseil international des monuments et des sites (ICOMOS) sont commissionnés sur place afin d'évaluer le bien culturel. Le 10 mars 2017, le Conseil international des monuments et des sites donnent un avis favorable au dossier d'inscription des sites. En date du 9 juillet 2017, lors de la 41e session du Comité du patrimoine mondial qui s'est déroulée à Cracovie, en Pologne, le Comité du patrimoine mondial valide l'inscription du bien culturel sous l'intitulé Grottes et l’art de la période glaciaire dans le Jura souabe.
Dans le dossier d'inscription de ce bien patrimonial, l'Unesco souligne que :

« Ces sites archéologiques témoignent d’un art figuratif parmi les plus anciens au monde, et contribuent à éclairer les origines du développement artistique humain. »

— UNESCO, 2017.

## Les trois grottes de la vallée de l'Ach
Des études chronostratigraphiques ont montré que les trois cavernes s'inscrivant dans la vallée de l'Ach présentent des typologies d'industries lithiques et osseuses comparables, voire analogues. Ces productions, qui comportent des nuclei, des bifaces acheuléens — façonnés dans du jaspe et de l'héliotrope —, et d'autres outils tels que des grattoirs ou des lissoirs, sont indexées sur des périodes s'échelonnant entre le Paléolithique moyen et la fin du Paléolithique supérieur (Magdalénien tardif). Les fortes similitudes mises en évidence entre les gisements archéologiques retrouvés au sein des grottes suggèrent l'existence d'un vaste réseau d'échange entre les trois établissements préhistoriques, mais également avec d'autres sites locaux (également localisés dans la vallée de l'Ach), tels que la grotte de Brillenhöhle (de) et des cavernes situées dans la vallée de la Blau.
En outre, les restes de taxons fauniques délivrés par les grottes de la vallée de l'Ach, permettent d'établir des changements dans le régime alimentaire de leurs occupants. Ces variations, essentiellement liées aux modifications climatiques impactant les biomes des espèces locales, marquent une transition entre le Paléolithique moyen et le Paléolithique inférieur. À cet effet, les analyses des profils taphonomiques des cavernes montrent que les proportions des spécimens nichant au sein de la vallée varient selon les étages biostratigraphiques et culturels considérés — Paléolithique moyen, Aurignacien ancien et récent, Gravettien, Magdalénien.

### La grotte de Geißenklösterle

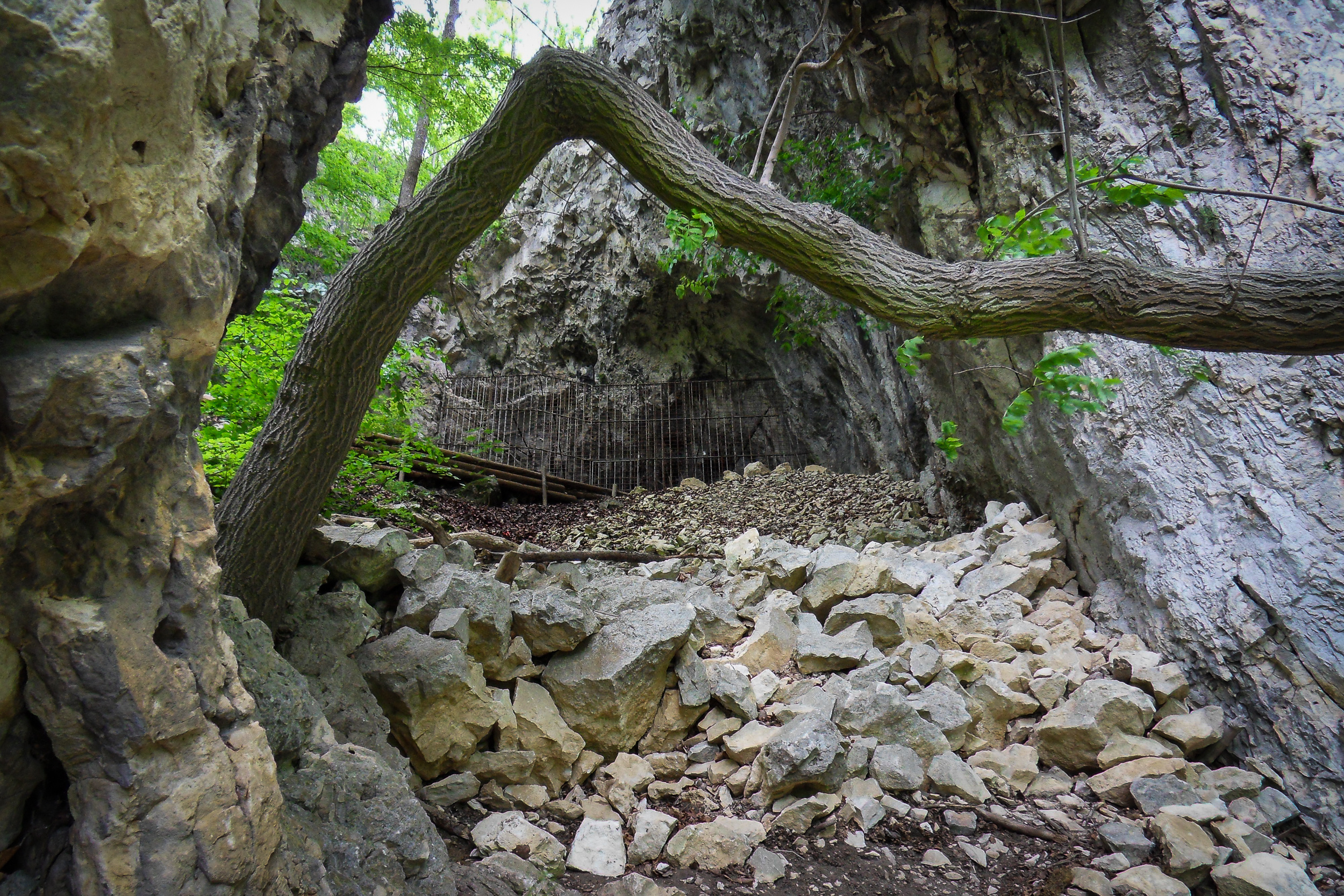
Vue intérieure de la grotte de Geißenklösterle.

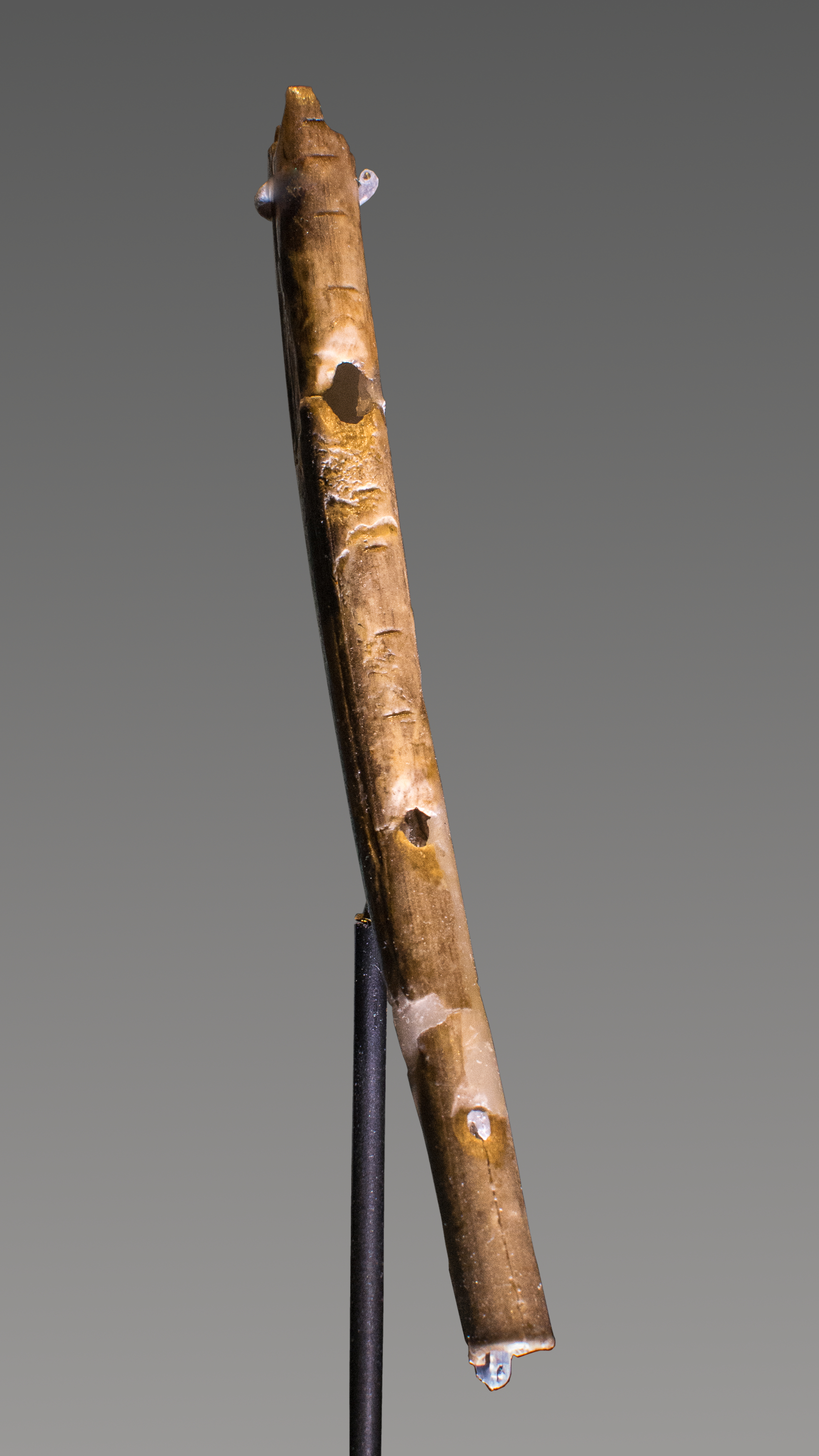
Flûte paléolithique découverte dans la grotte de Geißenklösterle.

Des trois grottes de la vallée de l'Ach, celle de Geißenklösterle est la cavité située le plus au nord. L'entrée de cette grotte fait face à l’ouest et domine le talweg de la vallée d'une hauteur de 60 m,,. En outre, sa principale voûte a été soumise à un écroulement. Des investigations archéologiques
ont été entreprises dans un espace dégagé et situé latéralement à la voûte. Un couloir, obstrué par des sédiments et contigu à cet espace a été découvert mais non-encore fouillé. Les chercheurs estiment que ce couloir, n'ayant pas encore été exploré et fouillé, contiendrait une importante quantité de gisements parfaitement conservés dans leur état d'origine. Ces éléments archéologiques seraient attribuables à une période s'échelonnant entre le Paléolithique moyen (en particulier culture du Moustérien) et le Mésolithique. La plupart des pièces mises au jour au sein de la grotte de Geißenklösterle sont datées entre 39 000 et 33 000 ans av. J.-C. (culture aurignacienne). Le mobilier découvert se compose notamment de petites statuettes zoomorphes, de pendentifs, de trois flûtes, le tout fabriqués dans le l'ivoire de mammouth, ou confectionné à partir de dent animale et d'os de taxon aviaire. La flûte la mieux conservée a été façonnée à partir d'un radius d'un spécimen de cygne, probablement celui d'un Cygne chanteur,. La caverne a délivré une séquence stratigraphique s'échelonnant entre environ 50 000 et 10 000 ans AP.
La Geißenklösterle, littéralement « cloître des chêvre » (Geißen - klösterle) a été découverte dans la seconde moitié des années 1950 et fouillée au début des années 1970. L'un des artefacts mis au jour au sein de la cavité souterraine, située dans la ville de Blaubeuren est une sculpture votive en demi-relief représentant une créature mi-humaine mi-animale. L'objet, fabriqué à partir d'ivoire de défense de mammouth, mesure 3,4 cm de haut pour 1,4 de large. Cet artefact est daté d'environ 30 000 ans av. J.-C.. D'autres objets ont également été retrouvés, notamment une figurine représentant un bison et mesurant 2,5 cm de long sur 1,4 cm de haut. L'occupation humaine de la grotte débute à l'Aurignacien, il y a 33 000 à 30 000 années. Des témoignages d'art rupestre ont été également mis en évidence lors des fouilles de la grotte. La cavité souterraine, à l'instar de la grotte de Hohle Fels, a délivré des galets en calcaire peints datés de l'Aurignacien supérieur.

### La grotte de Sirgenstein

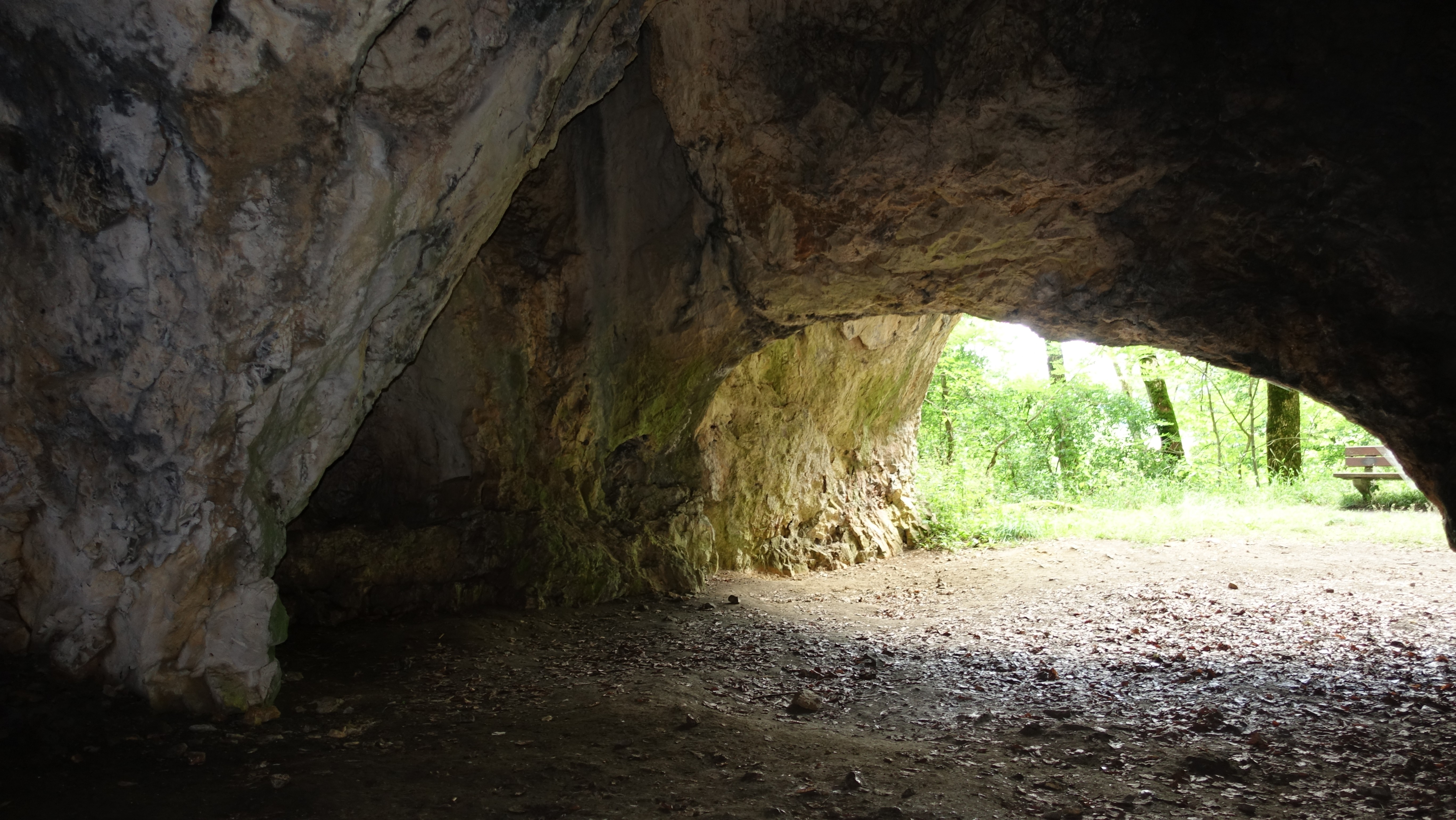
Vue de l'intérieur de la caverne de Sirgenstein.

La grotte de Sirgenstein comporte un accès surplombant le fond de la vallée de l'Ach. Cette entrée, relativement étroite, mène à une longue galerie dont le plafond est élevé. La cavité de Sirgenstein a fait l'objet d'explorations et de prospections au début du XXe siècle. Cependant, en raison de la présence de couches sédimentaires restées intactes, les scientifiques estiment que cette grotte n'a pas encore délivré la totalité de son mobilier archéologique. L'ensemble des pièces qui ont été mises au jour sont datées du Moustérien jusqu'au Moyen Âge — incluant ainsi le Paléolithique supérieur, le Néolithique, l'âge du bronze, l'âge du fer et la période antique. Le mobilier correspondant à la phase aurignacienne, dont l'âge a été établi entre 37 000 et 33 000 années av. J.-C. se compose notamment de perles d'ornement confectionnées en ivoire de mammouth,,,.
Les artefacts archéologiques provenant de la grotte ont été excavés de couches sédimentaires dont l'épaisseur totale s'élève à 8,5 pieds (soit environ 3 m.
La caverne de Sirgenstein s'élève à une altitude d'environ 560 m. Son entrée mesure 5,40 m de la large et la cavité se déploie sur une longueur de 42 m.

### La Hohle Fels

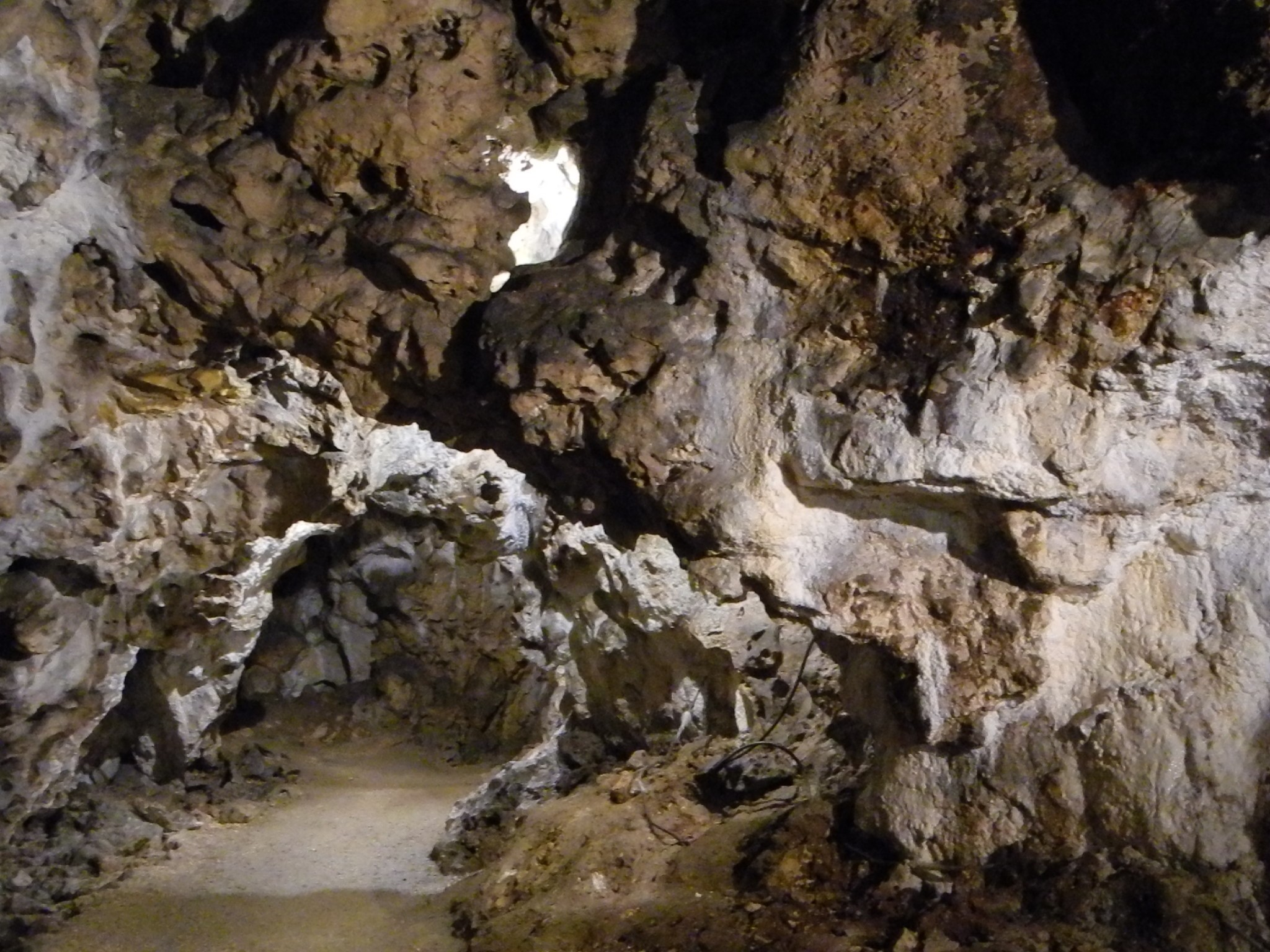
Intérieur de la grotte d'Hohle Fels.

Sur l'ensemble des trois grottes de la vallée de l'Ach, la Hohle Fels est celle située le plus à l'est. La caverne se situe à 534 m d'altitude et surplombe la vallée d'une hauteur de 7 m,. Elle comporte une cavité se développant sur une longueur de 20 m. Cette salle souterraine communique avec une deuxième cavité souterraine, via une galerie s'étendant sur une longueur de 30 m pour une largeur de 25 et une hauteur de 30. La seconde salle souterraine recouvre une surface totale de 500 m2 et sa voûte s'élève à une hauteur de 12 m. L'espace intérieur de la grotte recouvre un volume d'environ 6 000 m3.
Dès le XIXe siècle, la Hohle Fels a fait l'objet d'exploration et d'investigations au niveau de sa galerie et dans la partie de la caverne située à proximité de l'entrée. À l'instar des grottes Geißenklösterle et de Sirgenstein, celle de Hohle Fels comporterait des couches sédimentaires non perturbées. Les artefacts et écofacts les plus anciens formant le matériel archéologique de la Hohle Fels sont datés du Paléolithique moyen. Le mobilier la grotte est notamment constitué d'une Vénus, appelée la Vénus de Hohle Fels, d'une figurine représentant un homme-lion et d'une statuette d'oiseau,. Ces pièces sont attribuées à la culture aurignacienne,. La grotte a livré une flûte fabriquée en os (plus précisément un radius) de vautour fauve (Gypus fauvus) et attribuée aux environs de 35 000 retrouvée en 1995 sous forme fragmentée (12 éléments) dans la grotte de Hohle Fels. L'instrument mesure 22 cm et possède un diamètre de 8 mm. 5 trous ainsi que deux encoches sous la forme d'un « V » ont été pratiqués sur l'objet musical,. La strate de la grotte correspondant à la période de l'Aurignacien s'échelonne entre 41 000 et 29 000 ans av. J.-C. Le mobilier de la grotte comprend un artefact représentant un phallus fabriqué à partir de stiltite. Cette pièce, qui a fait l'objet d'un polissage et dont la surface présente des gravures, mesure 19,2 cm de long sur 3,6 cm de large pour une épaisseur de 2.8. Cet objet a été mis au jour dans la couche gravettienne de la grotte. La datation par le 14C a permis d'établir que la pièce remonte à 27 000-28 000 années AP non-calibrés,.
En outre, la caverne a également délivré une pierre peinte en rouge et faite de calcaire. La datation relative de cet objet d'art rupestre, d'environ 7,6 cm de long sur 5,9 cm de large et 1,7 cm d'épaisseur correspond à la couche stratigraphique du Magdalénien de la Hohle Fels. La pièce présente un décor composé de points répartis en deux rangées. Ce type de motif est comparable à ceux observés sur d'autres pierres peintes d'Allemagne méridionale datées du Paléolithique supérieur dont celles mises à jour dans les grottes de Vogelherd et de Geißenklösterle.

## Les trois grottes de la vallée de la Lone

### La grotte de Vogelherd

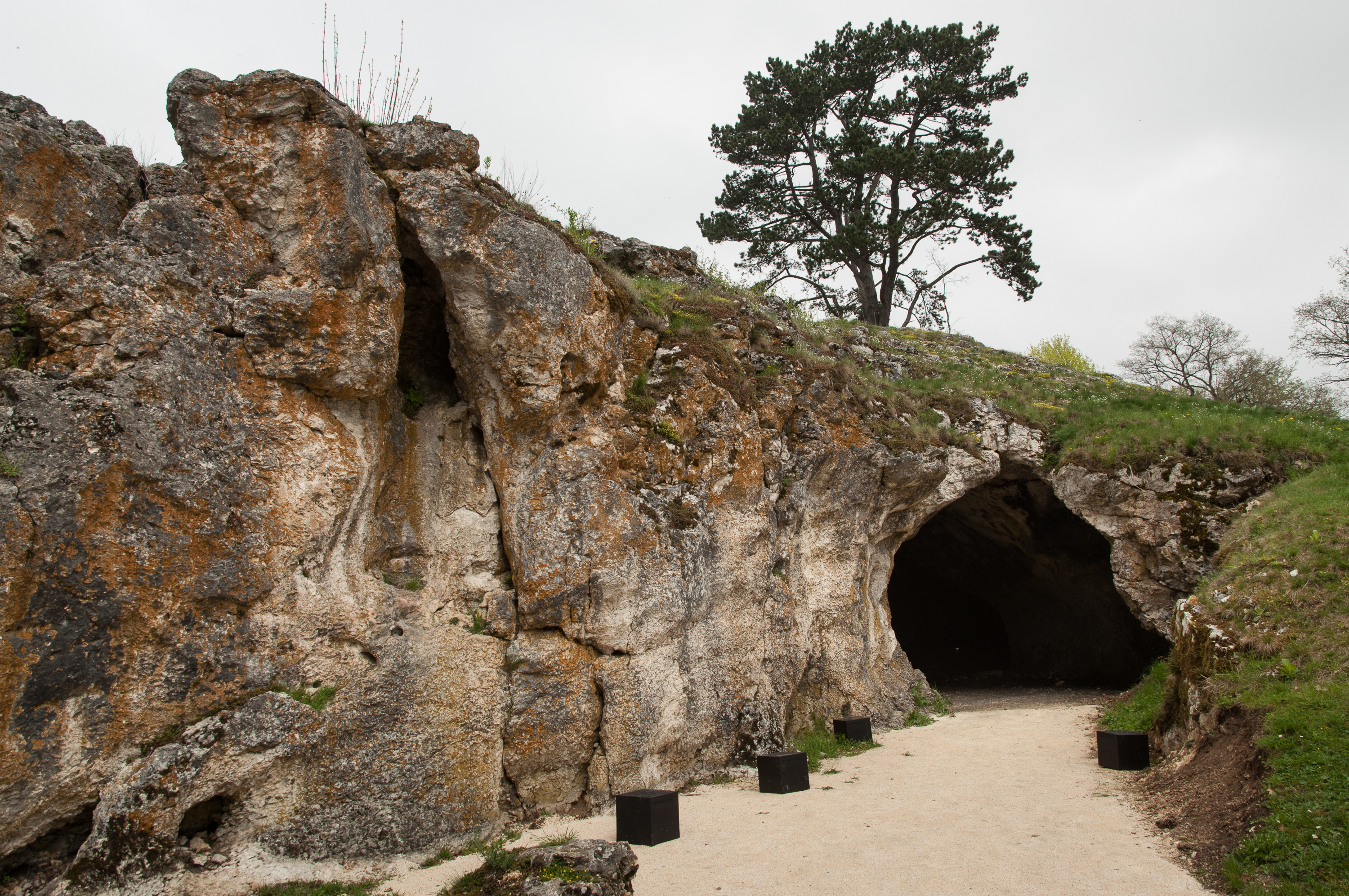
L'une des trois entrées de la grotte de Vogelherd.

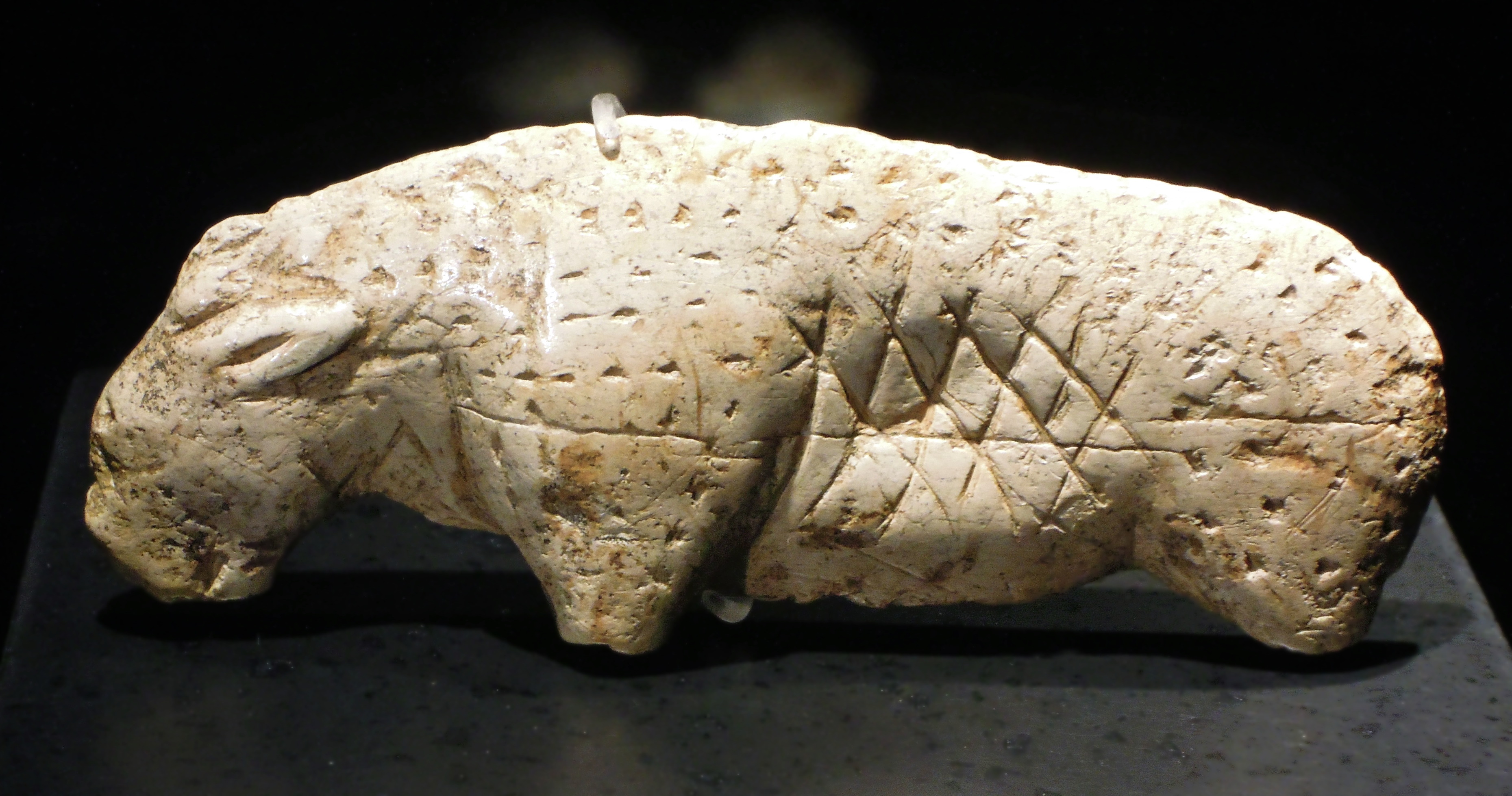
Figurine représentant un lion des cavernes.

Au sein de la vallée de la Lone, la grotte de Vogelherd, est celle qui se trouve le plus à l'est. Elle comporte trois entrées interconnectées les unes aux autres par des galeries creusées dans la masse rocheuse. Cette cavité a été entièrement explorée et fouillée. Les premières découvertes et excavations ont été réalisées dans les années 1930, par Gustav Riek et Hermann Mohn. Cependant les déblais rejetés à cette époque n'ont fait que récemment l'objet de fouilles et d'analyses approfondies. La datation des gisements de la grotte de Vogelherd s'échelonne entre le Paléolithique moyen jusqu'au Néolithique. L'ensemble du mobilier mis au jour comporte de nombreuses statuettes animales, la majeure partie confectionnées à partir d'ivoire de mammouth. Ces figurines représentent les espèces vivant au âge glaciaire, telles que des lions des cavernes, des mammouths, des chevaux sauvages, ou encore des Sauvagines. Une statuette anthropomorphique, deux flûtes, mises au jour sous forme fragmentée et des objets de parure viennent compléter l'ensemble de ces pièces. La datation par la carbone 14 a permis d'établir que l'âge absolu la couche aurignacienne de la grotte de Vogelherd est compris entre 39 600 et 33 000 ans av. J.-C.,,
À l'instar des parois de l'Hohle Fels, celles de la Vogelherd présentent des marques sur leurs surfaces de griffade d'ours, marques résultant d'une abrasion des roches au contact de griffes d'ours des cavernes,,.

### La grotte d'Hohlenstein-Stadel

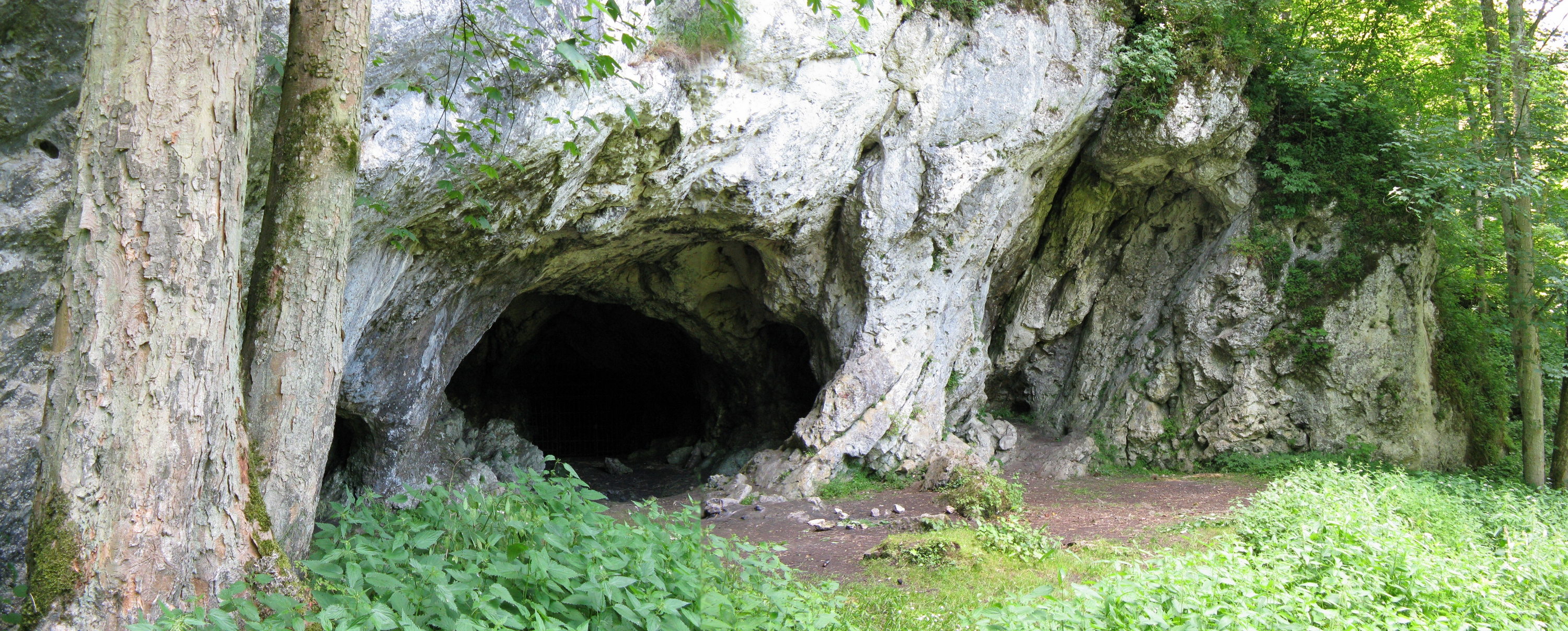
La grotte d'Holenstein-Stadel et son entrée.

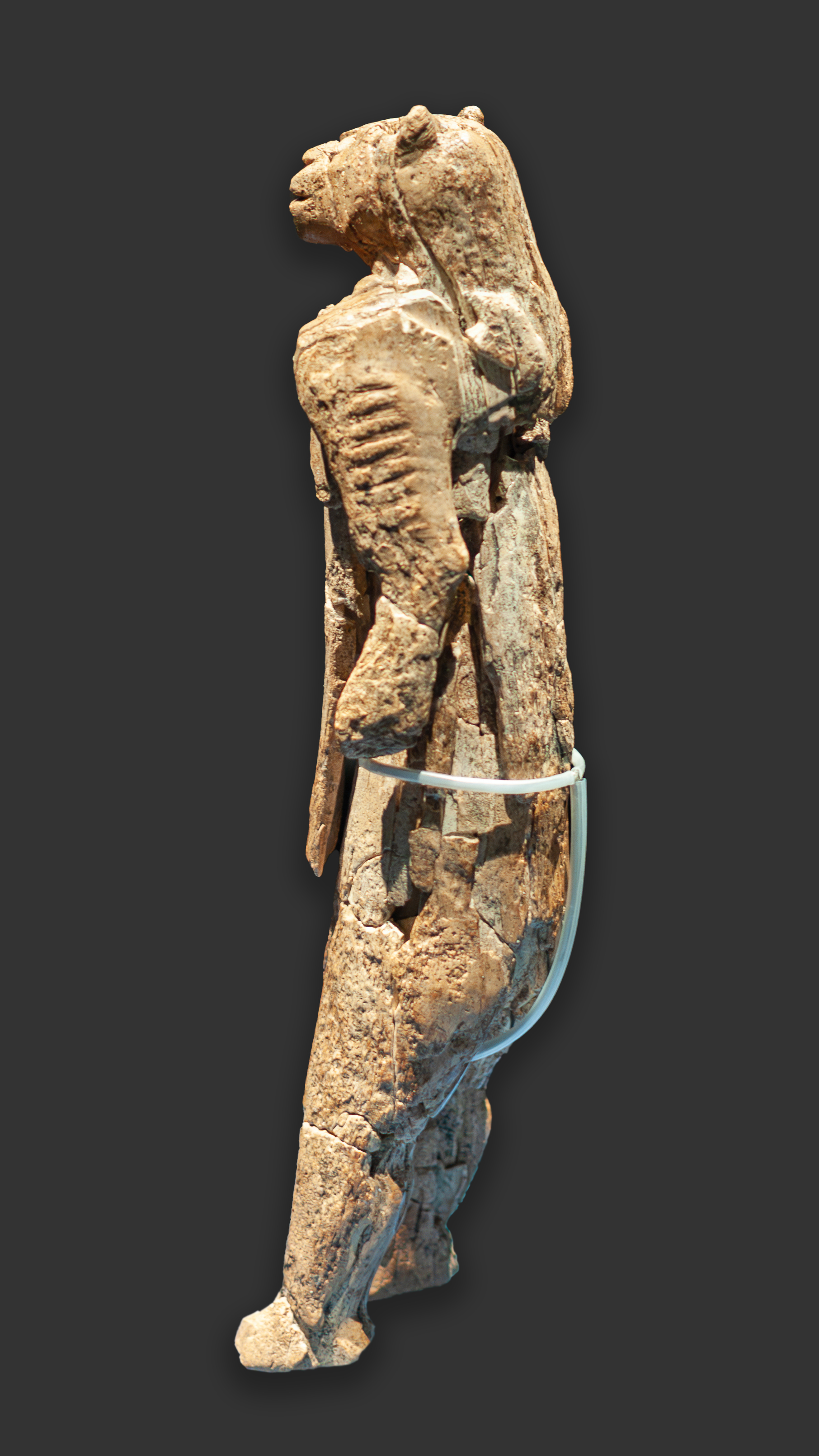
L'Homme lion.

Les premières fouilles et exploration de la grotte d'Holenstein-Stadel sont entreprises en 1861 puis en 1866 par le préhistorien Oskar Fraas (de).
La caverne d'Hohlenstein-Stadel s'inscrit au sein d'un vaste complexe composé de cavités souterraines et d'abris creusés dans la roche. Une entrée, dont l'orientation est d'axe nord, permet d'accéder à la grotte. La cavité se présente sous la forme d'une galerie de largeur modeste et se développant sur 50 m de long.
Elle comporte, sur chacun de ces côtés, des couloirs et des ouvertures. Les couches sédimentaires de la grotte de Hohlenstein-Stadel contiendraient probablement des artefacts et éléments matériels n'ayant pas encore été mis au jour. Le mobilier archéologique retrouvé au sein de cette caverne, dont la figurine de l'Homme-lion, s'échelonne entre le Moustérien et le Magdalénien. La phase aurignacienne de la grotte date de 39 000 à 33 000 ans av. J.-C.

### La grotte de Bockstein

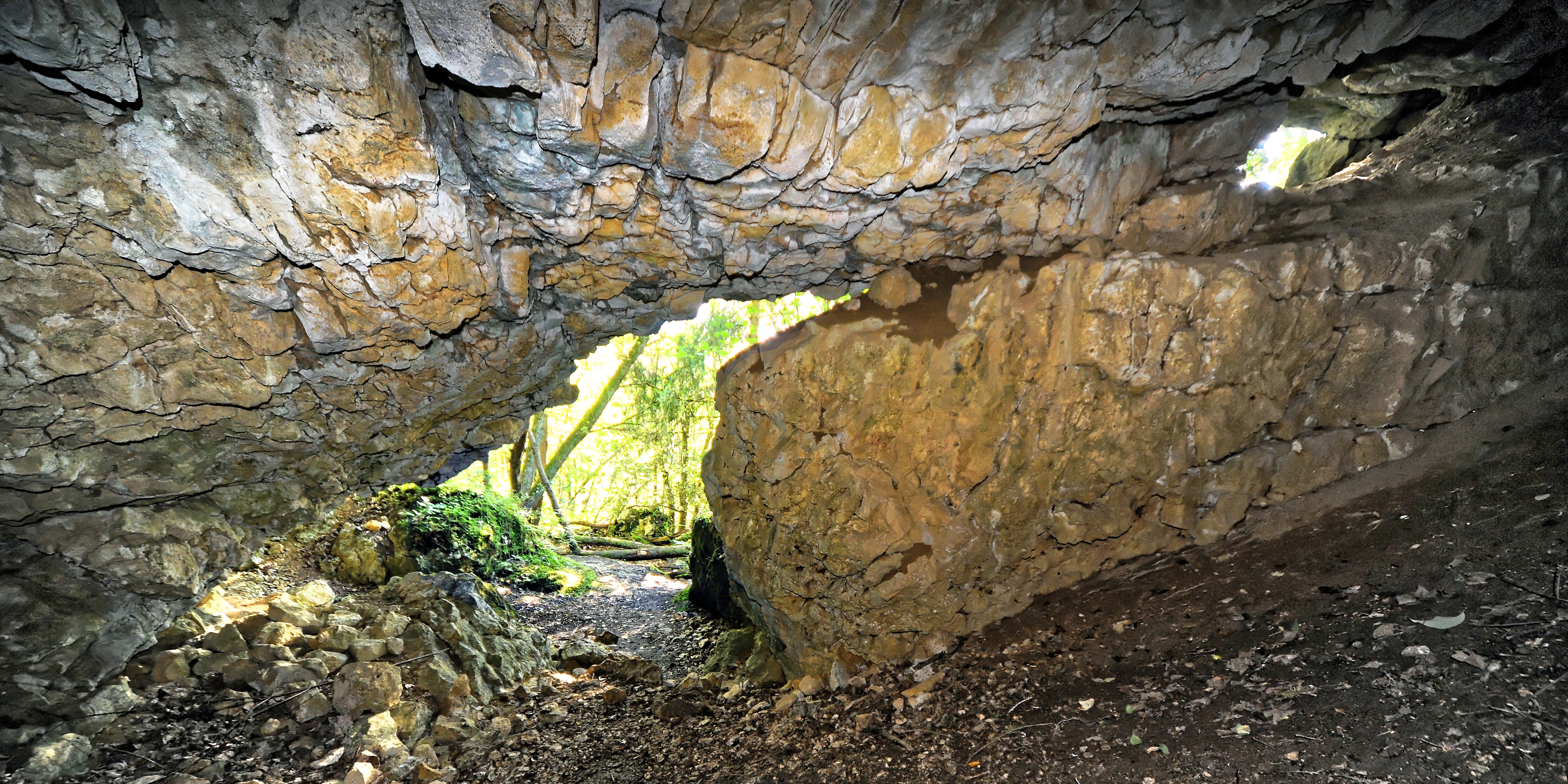
Vue de l'intérieur de la grotte de Bockstein.

La grotte de Bockstein trouve son emplacement à l'extrémité ouest de la zone de la Lone (« élément 2 »). Cette caverne, qui appartient à un complexe de grottes et d'abris creusés dans la roche — celles du massif de Bockstein —, présente une cavité principale se développant sur une longueur de 16 m pour un largeur de 9. La cavité principale est connectée à une seconde cavité, plus petite, et recouvrant une surface d'environ 64 m2,. La caverne de Bockstein présente une entrée creusée artificiellement et qui a fait l'objet d'un élargissement dans les années 1880. L'accès naturel de la grotte, rempli par des agglomérats sédimentaires, a été mis évidence puis exploré dans les années 1950. Lors de sa découverte, cette ouverture naturelle, la « Bocksteintörle », a été soumise à des prospections qui ont permis de révéler des gisements datant du Paléolithique moyen jusqu'au Néolithique. Le mobilier archéologique de la grotte de Bockstein est composé d'objets de parure fabriqués en ivoire et en pierre. La période aurignacienne de la caverne de Bockstein est estimée entre 34 000 et 32 000 ans av. J.-C.

## Occupation des grottes
Les pièces d'industries lithiques recueillies dans les cavernes montrent qu'elles ont été occupées de façon permanente — quoiqu'il s'agisse souvent d'une occupation saisonnière — à partir du Paléolithique moyen. Ces gisements ayant été façonnés à cette époque, et se présentant essentiellement sous la forme d'outils, sont pour la plupart caractéristiques du Moustérien. Ces éléments matériels indiquent la présence de Néandertaliens tardifs au sein de ces sites préhistoriques du Jura souabe. D'autres indices, tel qu'un fémur appartenant à un individu Néandertalien retrouvé dans la grotte d'Holenstein-Stadel, confirment la présence de cette population au sein des cavités souterraines du Jura souabe durant le Paléolithique moyen.
La fin du Paléolithique moyen est marquée par la glaciation de Würm. Les bouleversements climatiques engendrés par ce dernier âge glaciaire pourraient être à l'origine de l'affaiblissement des populations néandertaliennes en Europe. Cette période glaciaire est également marquée par l'arrivée dans les deux vallées danubiennes des hommes modernes, vers 43 000 ans avant le présent. Des éléments provenant des mobiliers lithiques et osseux livrés par les cavernes contribuent à montrer que les hommes modernes ont été contemporains des Néandertaliens et que ces deux populations ont probablement cohabité pendant quelques milliers d'années.
Au Paléolithique supérieur, les grottes sont occupées de façon quasi-continue. Les cultures aurignacienne, gravettienne, et magdalénienne sont représentées dans les étages stratigraphiques des cavernes. L'abondance des objets aurignaciens recueillis sur les sites témoigne d'une installation et d'une fréquentation durables des hommes modernes au sein des grottes durant la période s'échelonnant entre 40 000 et 29 000 ans.

## Artisanats figuratif, mobilier et fonctionnel des six grottes
Au total, 50 pièces d'art préhistorique et 10 flûtes issus des fouilles opérées dans les six sites préhistoriques ont été inscrits au titre de patrimoine mondial,,.

### Centres artisanaux du Paléolithique supérieur

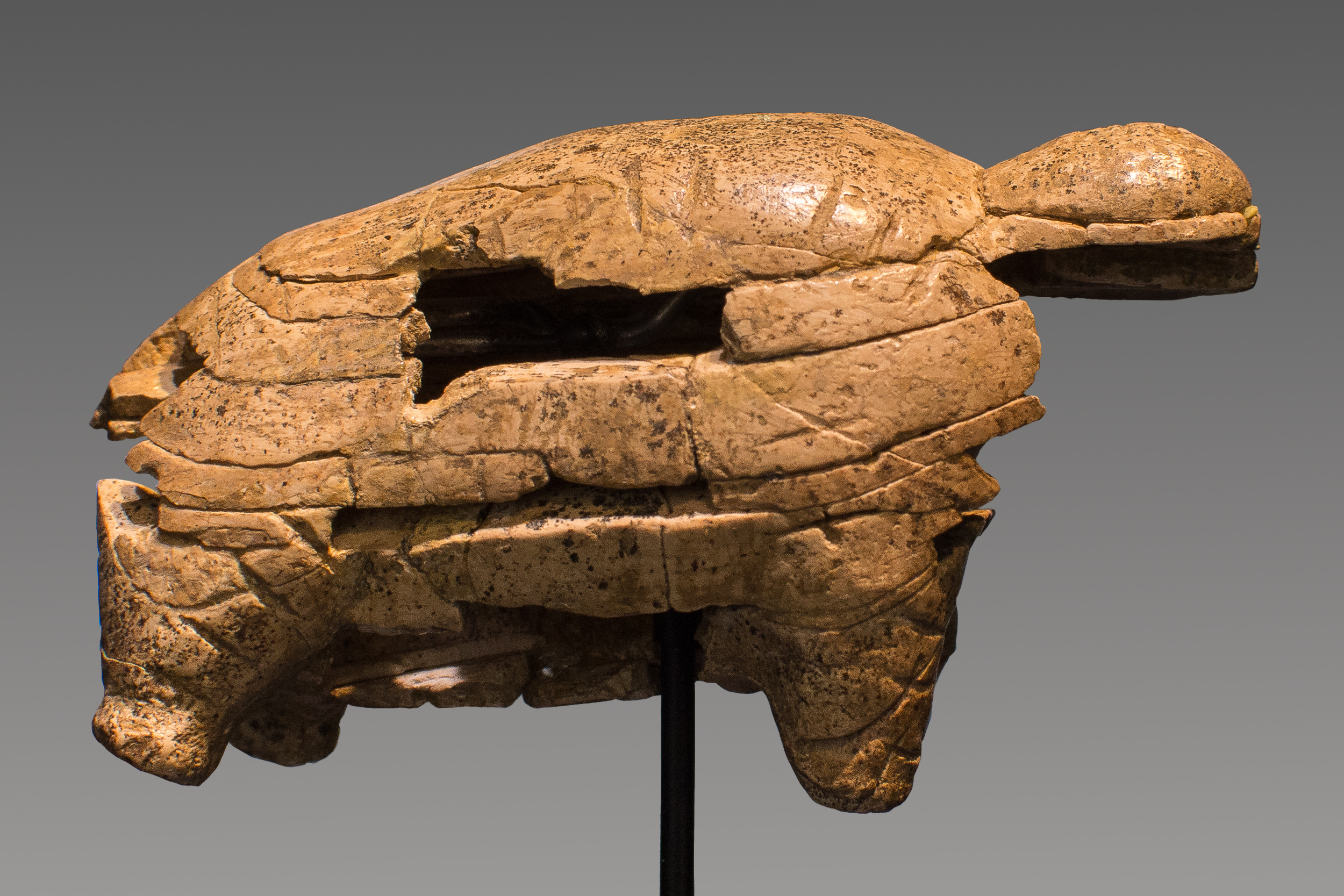
Figurine représentant un mammouth. Pièce retrouvée dans la grotte de Geißenklösterle.

L'abondance et la qualité d'exécution des artefacts délivrés par les six grottes tendent à fonder l'hypothèse que ces sites ont été, à l'époque de leur occupation, des centres d'artisanat notamment spécialisés dans le travail de l'ivoire. Les produits confectionnés au sein de ces ateliers préhistoriques ont probablement fait l'objet d'exportations. En outre, selon l'analyse de l'archéologue et anthropologiste Clive Gamble (en), il existerait de très probables relations sociétales entre les établissements paléolithiques de la vallée de l'Aach et ceux de la vallée de la Lone.

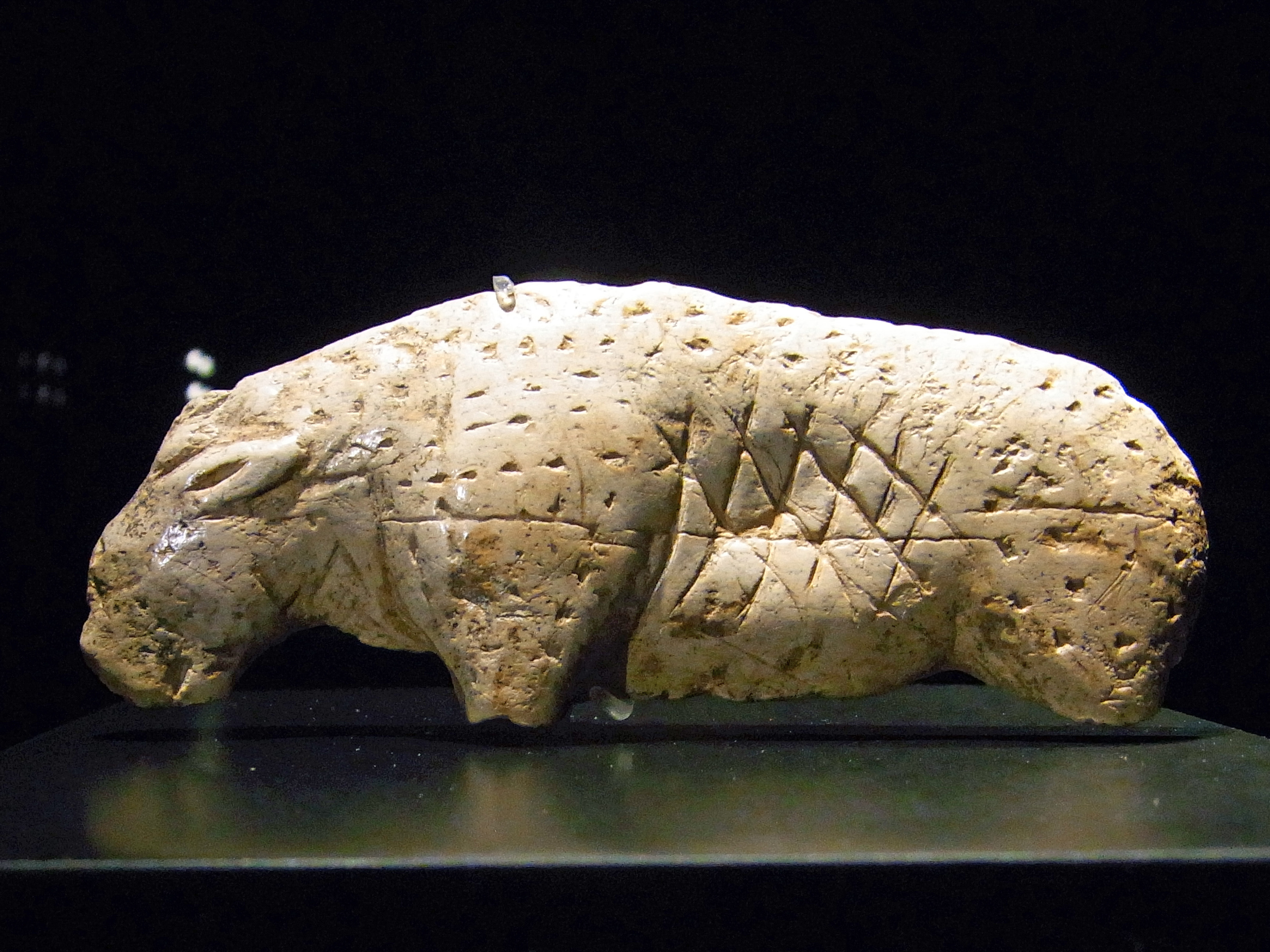
Figurine représentant un Lion des cavernes. Artefact découvert dans la grotte de Vogelherd.

D'autre part, les industries lithique et osseuse des cavernes aspectent des profils technologiques et typologiques très proches, en particulier celles de Geißenklösterle et de Vogelherd. Les horizons stratigraphiques de ces deux habitats paléolithiques présentent d'importantes similitudes, notamment en ce qui concerne la phase aurignacienne. Les œuvres préhistoriques recueillies sein de ces deux grottes montrent également des ressemblances significatives. Les gisements des deux cavernes sont composés de statuettes représentant des taxons fauniques locales, tels que des bisons, des lions des cavernes, des mammouths et des chevaux. Ces pièces présentent « un style réaliste et standardisé ». En outre, certains outils provenant des grottes de Geißenklösterle et de Vogelherd montrent sur leurs surfaces des résidus de peinture. Ces éléments pourraient être de nature « intentionnelles, fonctionnelles ou décoratives »,.
L'ensemble des figurines et statuettes recueillies dans les six grottes, certaines à caractère zoomorphique et d'autres de type anthropomorphique montrent des techniques de sculpture et des procédés de finition divers, tels que le ronde-bosse, la gravure, le relief, le polissage ou encore l'incision,,,,. La plupart de ces pièces ont été façonnées dans de l'ivoire de mammouth — dont des spécimens de Mammouth laineux, telles que l'une des figurines retrouvées dans la grotte de Vogelherd. Des analyses expérimentales réalisées sur ce type de matériau organique montrent que la dentine de défense de mammouth offre la possibilité de développer des techniques de façonnage — incision, modelage, polissage — plus aisées.

### Relations entre les occupants des grottes et la faune locale

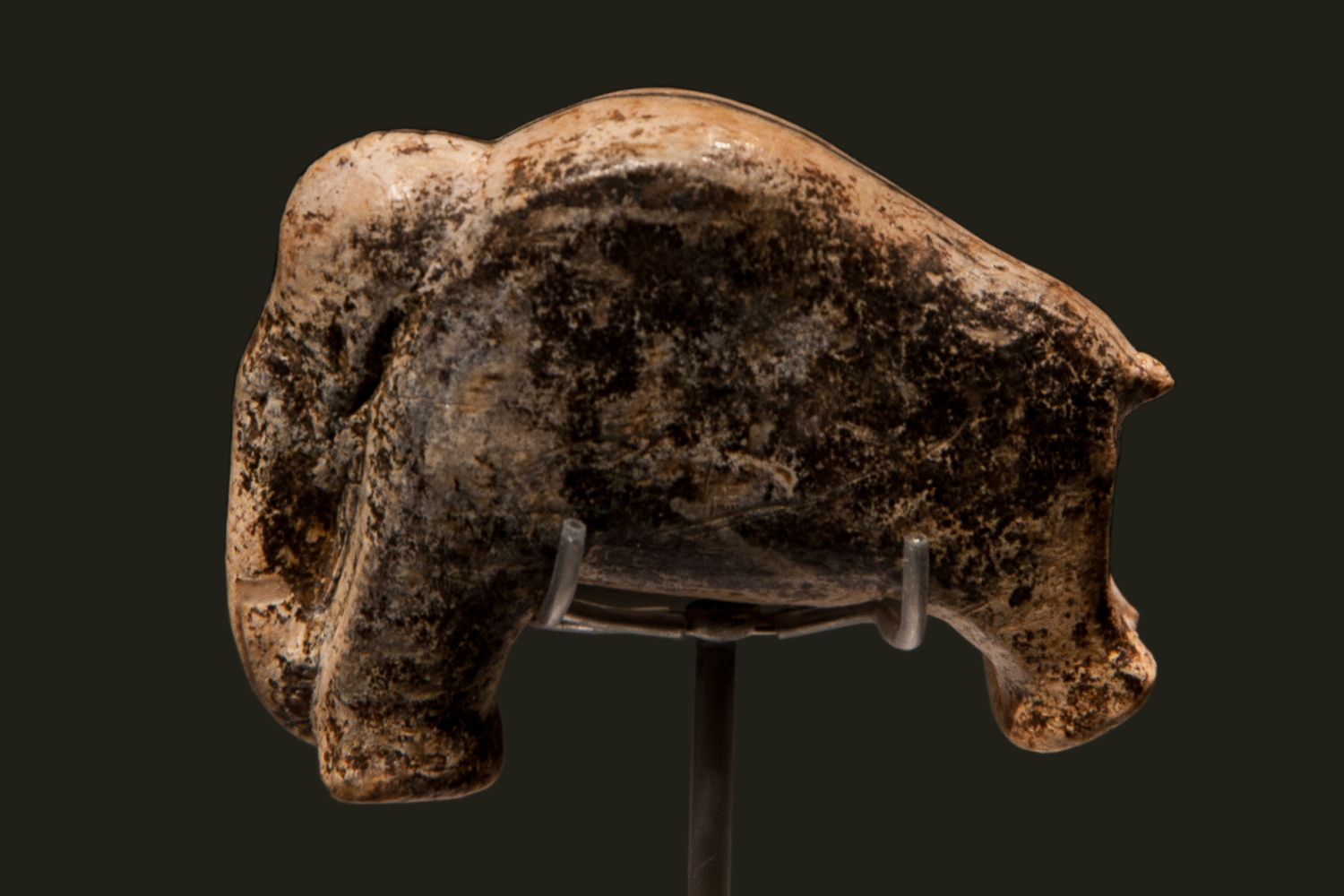
Figurine de mammouth.

Les pièces d'art mobilier retrouvées au sein des grottes mettent en perspective les relations étroites et interdépendantes établies entre les hommes modernes ayant occupés ces établissements préhistoriques et la faune environnante, dont en particulier les mammouths — cette espèce ayant une place « au centre de la vie domestique durant l'Aurignacien ». En outre, ces relations établies avec la faune locale apparaissent clairement dans les rituels funéraires effectués par les occupants de ces cavernes durant le Paléolithique supérieur : de nombreux fossiles animaux, associés à des figurines et objets de parure, ont été retrouvés au sein dépôts à caractère funéraire,. Par ailleurs, les objets aurignaciens mis au jour dans ces établissements préhistoriques, principalement ceux issus des grottes d'Hohlenstein-Stadel, d'Hohle Fels, de Geißenklösterle et de Vogelherd, peuvent également constituer et représenter un type de « communication », de « langage » et d'« expression symbolique »,. À cet effet, environ 10 % des pièces confectionnés en ivoire délivrés par la caverne de Vogelherd présentent des décors et des motifs à caractère symboliques. Pour les archéologues Ewa Dutkiewicz et Nicholas J. Conard, ces marques symboliques 

« soulignent ainsi l’importance de cette forme d'expression dans la société aurignacienne du Jura souabe »

— Ewa Dutkiewickz et Nicholas J. Conard, L'Art au quotidien - Objets ornés du Paléolithique supérieur, 2016, p. 150.

## Synthèse
| Illustration de la grotte | Nom de la grotte           | Localisation                                           | Coordonnées géographiques    | Période                                                                                             | Principaux artefacts mis au jour                                                          | Illustration d'artefact |
| ------------------------- | -------------------------- | ------------------------------------------------------ | ---------------------------- | --------------------------------------------------------------------------------------------------- | ----------------------------------------------------------------------------------------- | ----------------------- |
|                           | Grotte de Bockstein        | Herbrechtingen - vallée de la Lone                     | 48° 33′ 15″ N, 10° 09′ 17″ E | Micoquien (fin de l'Acheuléen) - Néolithique                                                        | Bifaces (dont poings acheuléens)                                                          |                         |
|                           | Geißenklösterle            | Blaubeuren - vallée de l'Aach                          | 48° 23′ 54″ N, 9° 46′ 20″ E  | Aurignacien                                                                                         | Demi-relief en ivoire Figurines animales Flûtes paléolithiques                            |                         |
|                           | Hohle Fels                 | Schelklingen - vallée de l'Aach                        | 48° 22′ 45″ N, 9° 45′ 14″ E  | Paléolithique supérieur Aurignacien et Magdalénien                                                  | Vénus de Hohle Fels en ivoire et phallus en stiltite Flûtes paléolithiques Gallets peints |                         |
|                           | Hohlenstein-Stadel         | 2,5 km au nord-ouest d'Asselfingen - vallée de la Lone | 48° 32′ 57″ N, 10° 10′ 22″ E | Moustérien Aurignacien Magdalénien                                                                  | Homme lion, statuette en ivoire de mammouth                                               |                         |
|                           | Grotte de Sirgenstein (de) | Blaubeuren - vallée de l'Aach                          | 48° 23′ 13″ N, 9° 45′ 40″ E  | Moustérien Aurignacien « Proto-Solutréen » Magdalénien Néolithique Âge du bronze jusqu'au Moyen Âge | Artefacts fait de silex, et outillage lithique — alênes, etc. —                           |                         |
|                           | Grotte de Vogelherd        | Herbrechtingen - vallée de la Lone                     | 48° 33′ 31″ N, 10° 11′ 39″ E | De l'Eemien - Micoquien jusqu'au Néolithique                                                        | Figurines zoomorphes, Vénus paléolithique, outillage lithique                             |                         |

## Parc archéologique de Vogelherd
L'ensemble du bien patrimonial, comportant les 6 sites paléolithiques, est complété par l'archéoparc de Vogelherd et de son centre pédagogique. Le parc archéologique est implanté dans le pourtour de la grotte de Vogelherd, sur un flanc du massif du Jura souabe oriental, entre les villes de Niederstotzingen et d'Herbrechtingen,.
L'archéoparc de Vogelherd est un parc à thème inauguré le 1er mai 2013. Ce complexe en plein-air, qui comporte également des bâtiments abritant un centre d'information et un auditorium, propose aux visiteurs des visites guidées sur les chantiers de fouilles, des reconstitution préhistoriques et des ateliers pédagogiques autour des thèmes du Paléolithique et des découvertes réalisées dans les six grottes faisant partie du bien patrimonial,,,.

Parc archéologique de Vogelherd
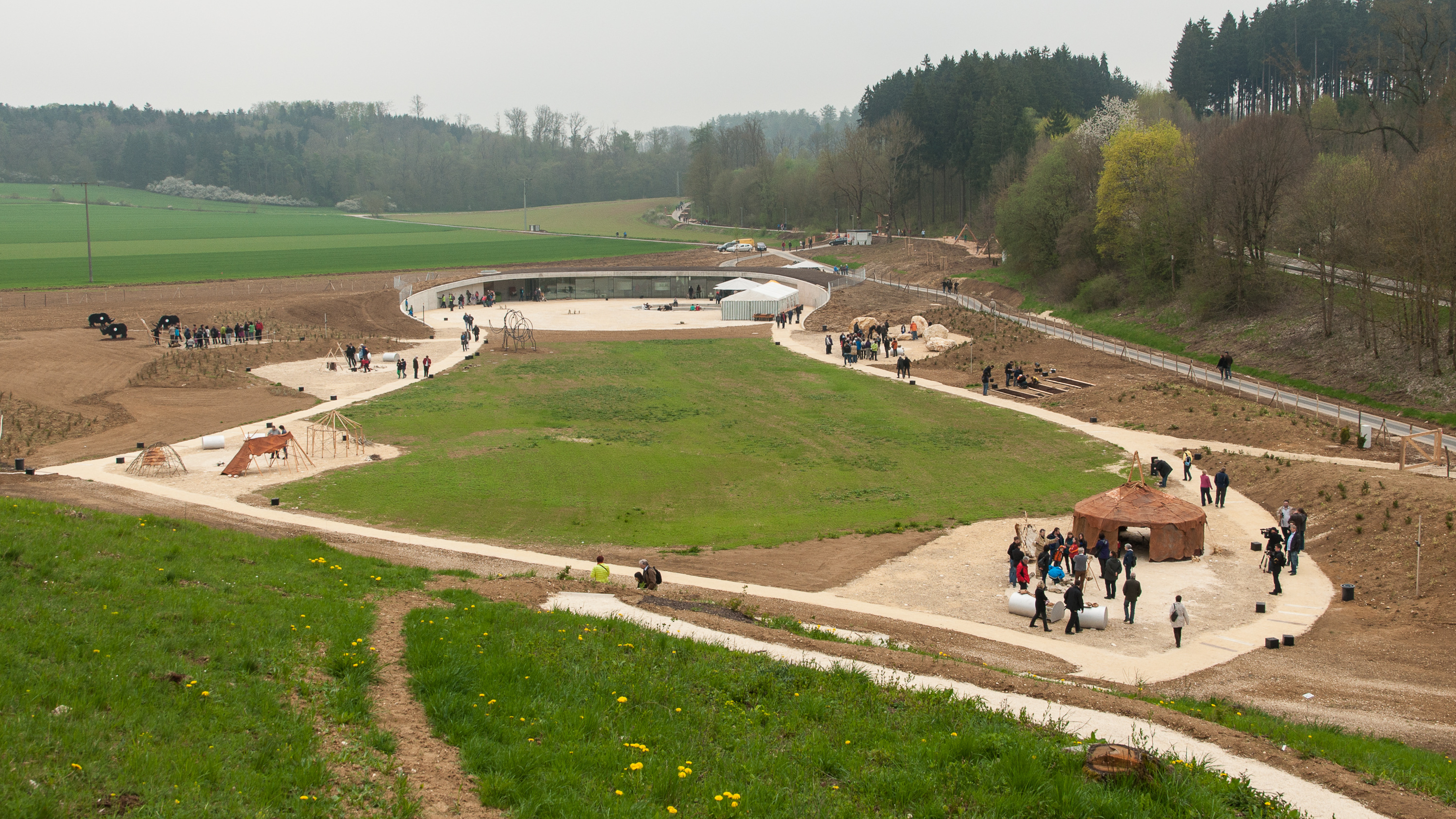
Vue d'ensemble du parc archéologique.
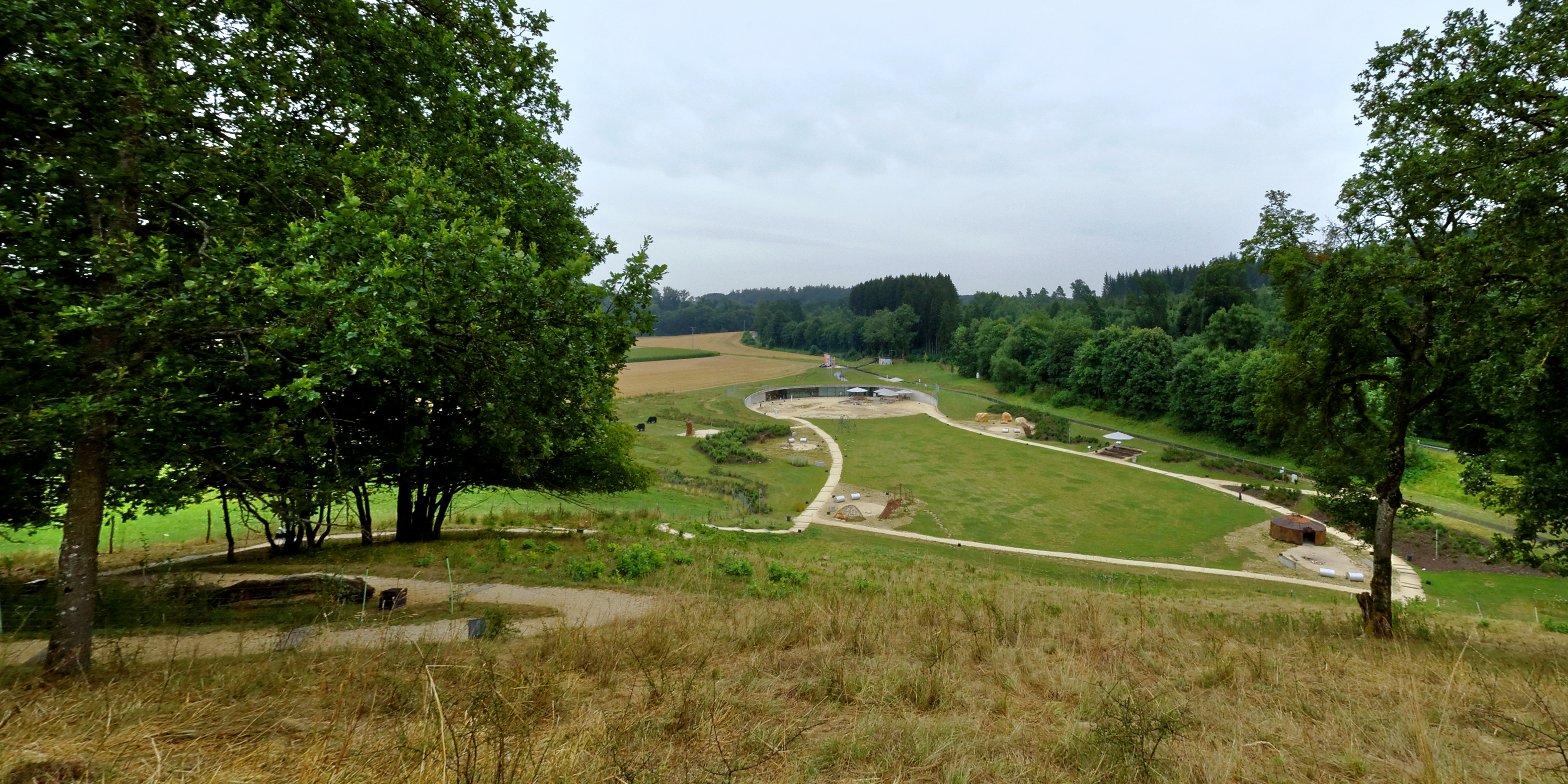
Vue d'ensemble de l'archéoparc de Vogelherd.
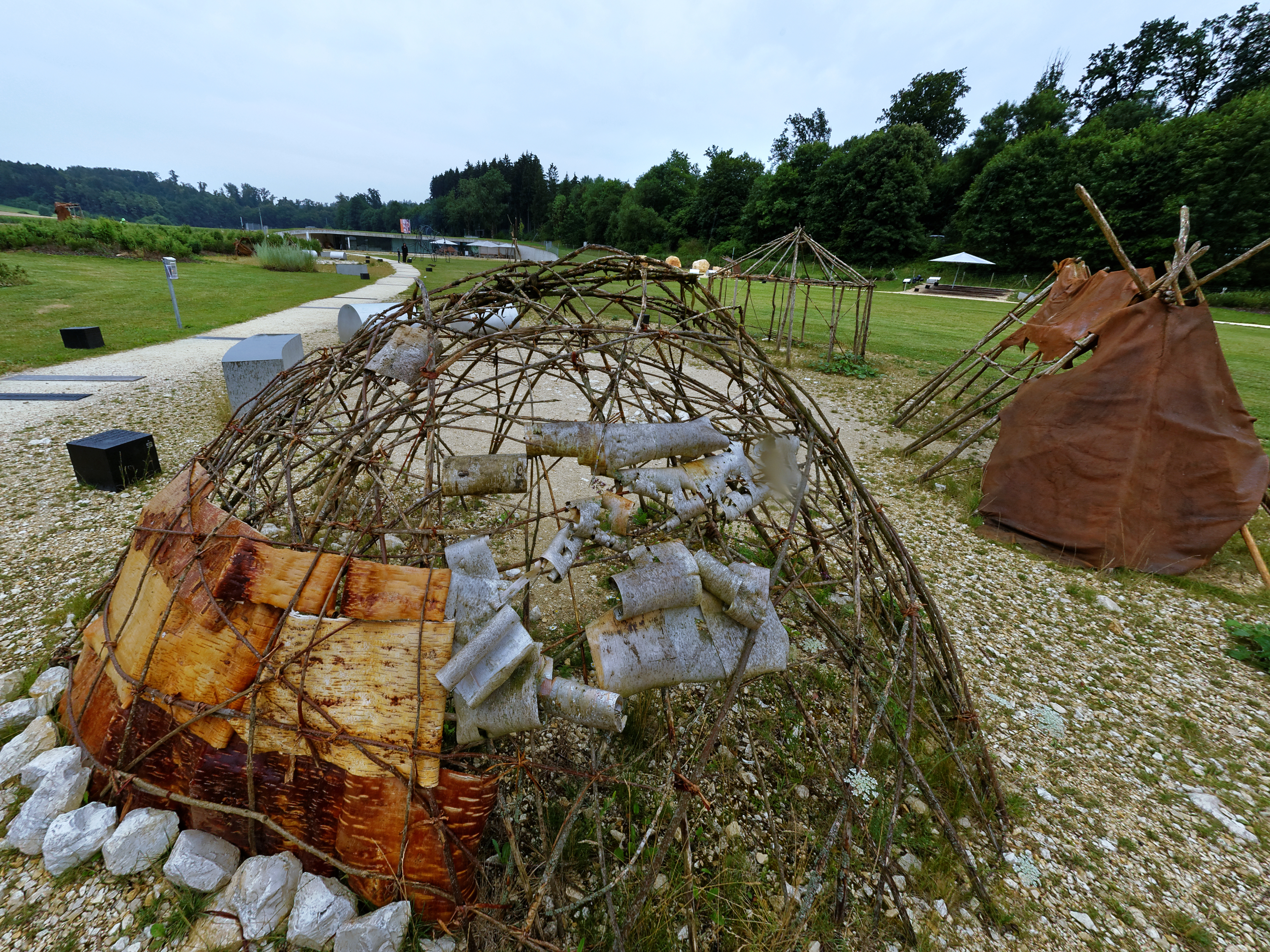
Reconstitution d'habitats du Paléolithique.
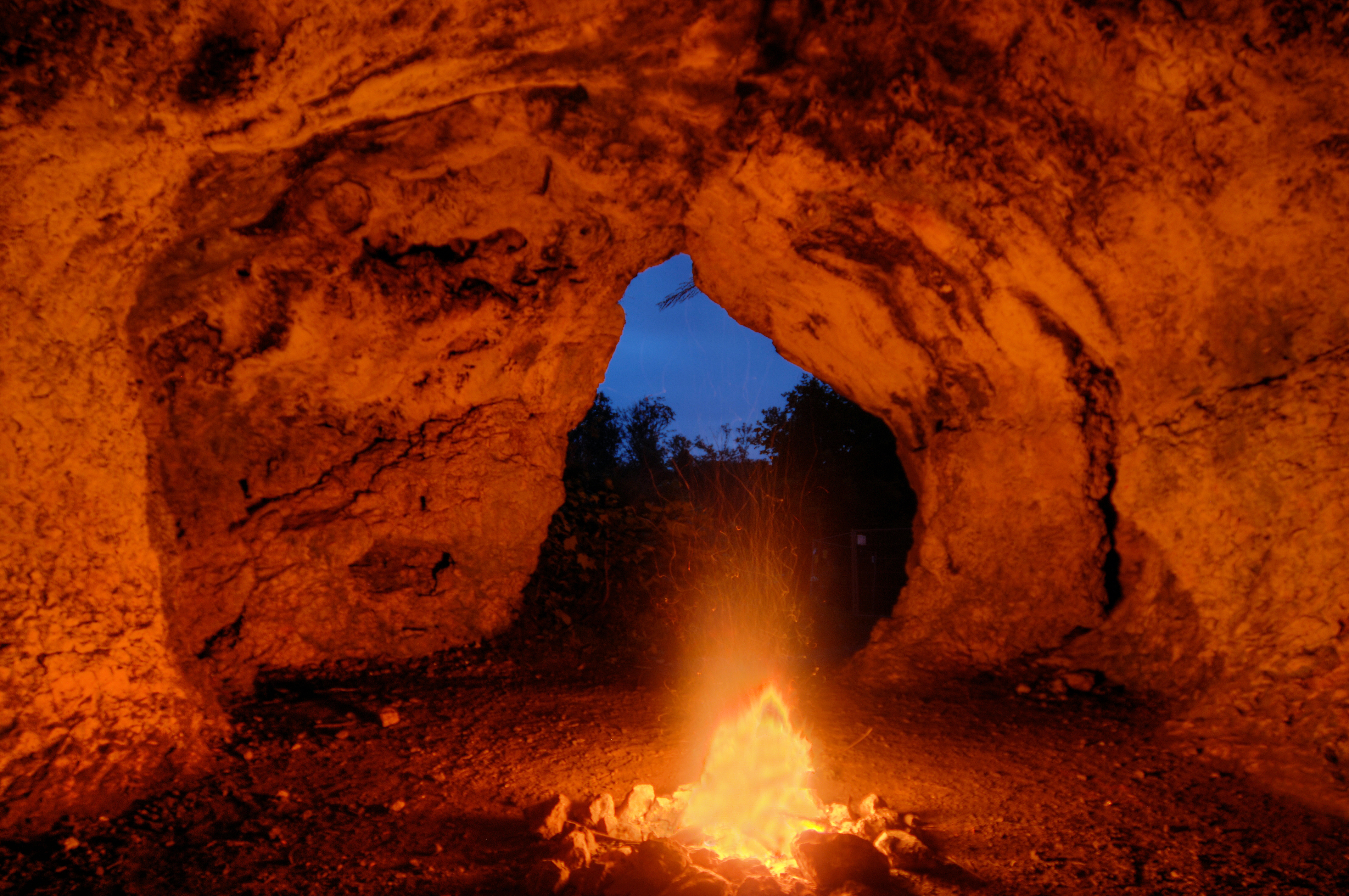
Reconstitution d'un feu au sein de la grotte de Vogelherd.
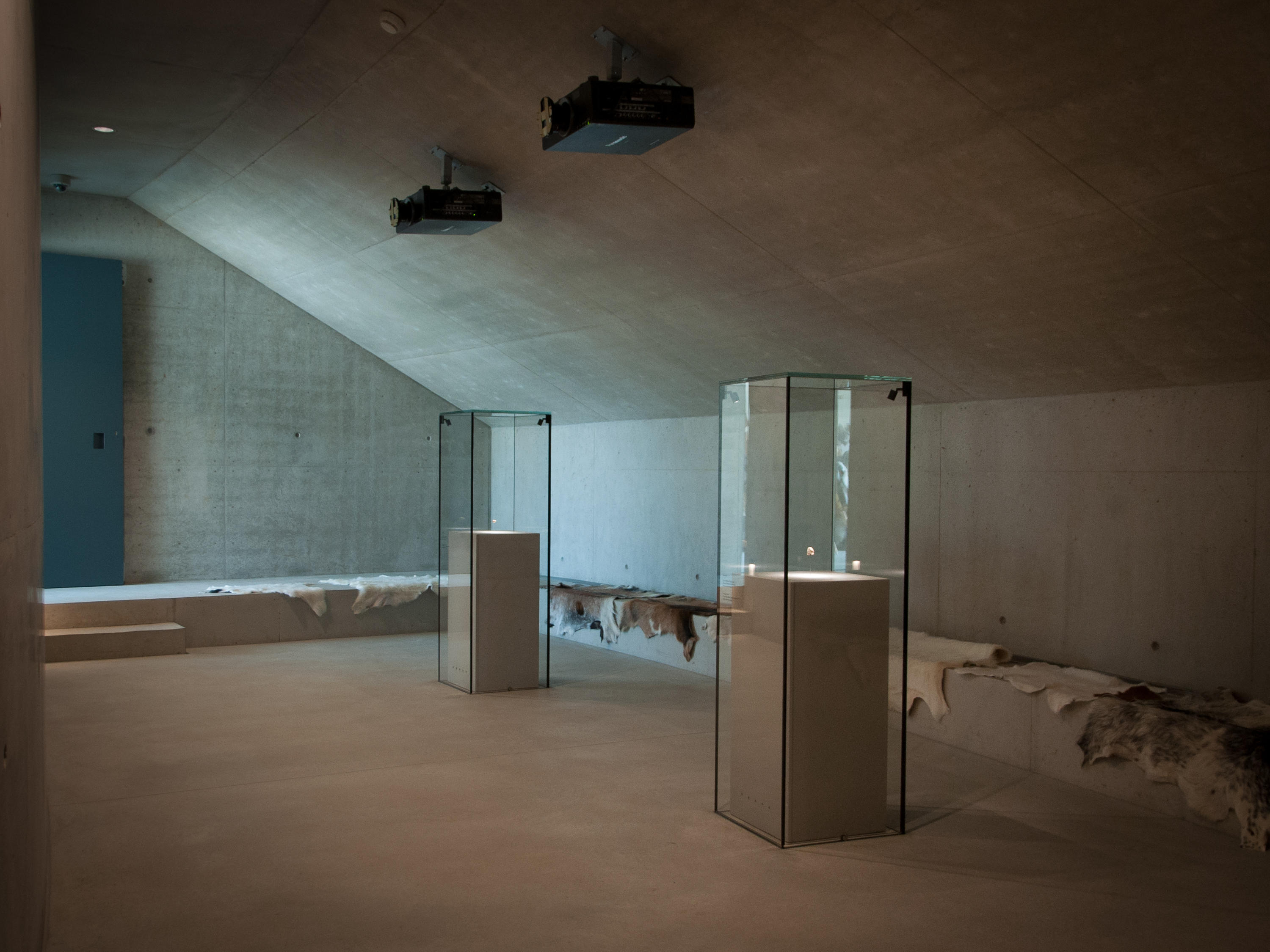
Objets exposés au centre d'information de l'archéoparc.
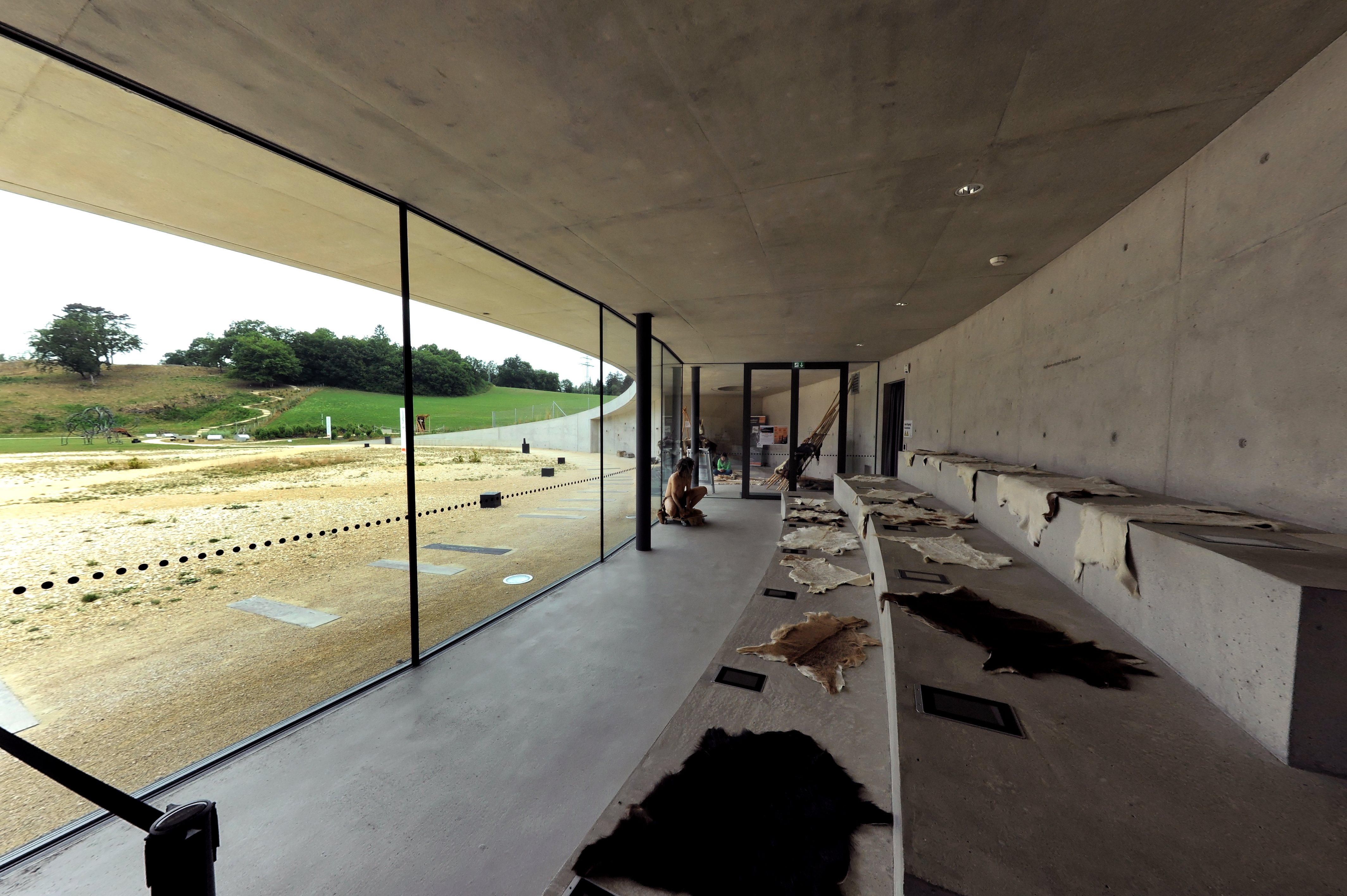
Intérieur de l'auditorium de l'archéoparc.

## Conservation muséographique
Le museum d'Ulm abrite l'Homme-lion. La Vénus de Hohle Fels est, quant à elle, conservée au musée de Préhistoire de Blaubeuren. Le demi-relief représentant un Adorant et mis au jour dans la grotte de Geißenklösterle (l'Adorant de Geißenklösterle (de)), est exposé au musée d'état du Bade-Wurtemberg,,.
Les figurines provenant de la grotte de Vogelherd sont conservées au musée des cultures anciennes du château Hohentübingen, et constituent la partie principale de la collection de préhistoire ancienne du musée de l'université de Tübingen (MUT),,. D'autres découvertes de pièces archéologiques issues des sondages de la caverne sont actuellement exposées dans plusieurs établissements du Bade-Wurtemberg, tels que le Landesmuseum Württemberg,, le musée de Préhistoire de Blaubeuren — dont la Vénus de Vogelherd — et le musée local de Niederstotzingen,,.